# Лінійні крейсери класу «Рінаун»
Лінійні крейсери класу «Рінаун» — серія лінійних крейсерів Королівського військово-морського флоту Великої Британії, побудованих під час Першої світової війни. Збудовано два кораблі: «Рінаун» (англ. renown [rɪˈnaʊn] — слава, популярність) та «Ріпалс» (англ. repulse [rɪˈpʌls] — відсіч). Порівняно з попереднім класом лінійних крейсерів «Лайон» та лінійними крейсерами «Квін Мері» і «Тайгер», вони мали потужніше озброєння з шести 381-мм гармат і вищу швидкість ходу, проте їхнє бронювання було слабшим. За проєктом мали розвивати 32 вузли. На випробуваннях «Ріпалс» показав швидкість 31,73 вузла, а «Рінаун» — 32,58 вузла. До появи «Гуда» 1920 року це робило їх найшвидшими кораблями основного типу[⇨].
Обидва кораблі вступили у стрій наприкінці Першої світової війни та не встигли взяти участь в її основних битвах. Лише «Ріпалс» брав обмежену участь у другій битві в Гельголандській бухті 1917 року. На відміну від попередніх класів лінійних крейсерів, за умовами Вашингтонської морської угоди ці кораблі не були утилізовані та після декількох модернізацій взяли участь у Другій світовій війні. «Ріпалс» був потоплений японською авіацією 10 грудня 1941 року разом з новітнім лінкором «Прінс оф Вейлз». «Рінаун» прослужив усю війну, та 1948 року його відправили на брухт.

## Історія розробки

### Передумови
У жовтні 1914 адмірал Джон Фішер знову зайняв пост Першого морського лорда. Завдяки своїм організаторським здібностям Фішер почав реалізовувати велику програму будівництва кораблів: есмінців, підводних човнів, патрульних суден та суден для забезпечення десантних операцій. Він уникнув звичайних бюрократичних процедур, безпосередньо попрацювавши з проєктантами, корабельнями та субпідрядниками. Через взаємну довіру роботи могли початися ще до укладення контрактів.
Не забув Фішер і про своє улюблене дитя — лінійні крейсери. Його погляди щодо них не змінилися. Ще 1912 року в листі до Вінстона Черчилля Фішер наполягав на необхідності будувати капітальні кораблі зі швидкістю ходу в 30 вузлів. Він вважав, що більша швидкість, разом з потужним озброєнням, дасть тактичні й стратегічні переваги, тому наполягав на досягненні цих характеристик за будь-яку ціну, навіть шляхом радикального погіршення захищеності кораблів. Слабкість Фішера до лінійних крейсерів була знайома Черчиллю, але той ставився до ідеї будівництва слабо захищених капітальних кораблів вельми прохолодно. Свого часу, після першої відставки Фішера, Черчилль наполіг на припиненні будівництва лінійних крейсерів, заклавши в рамках програми 1912—1913 років швидкохідні дредноути класу «Квін Елізабет», за якими за програмою 1913—1914 років пішли дредноути класу «Рівендж».
Британці мали на руках хибні дані розвідки про те, що новий німецький лінійний крейсер «Лютцов» матиме швидкість 28 вузлів, а його озброєння складатиметься з 14-дюймових або навіть 16-дюймових гармат, тому Фішер вважав за необхідне будувати лінійні крейсери із ще більшою, 32-вузловою швидкістю. Використавши службове становище, він самостійно замовив головному будівничому флоту Д'Ейнкорту проєкт, названий Фішером «Rhadamanthus» («Радамант»). Крейсери при швидкості в 32 вузли мали нести озброєння з шести 381-мм гармат. Черчилль був проти цих планів: він вважав, що це буде марним відволіканням значної кількості ресурсів, тому що будівництво все одно не встигнуть завершити до припинення бойових дій. Фішер переконував Черчилля, що з досвіду «Дредноута» будівництво при певних зусиллях може бути завершене дуже швидко. Він звертав увагу на два закладених компаніями «Феєрфілд» та «Палмерс» дредноути поліпшеного класу «Рівендж» програми 1914—1915 років — відповідно «Рінаун» та «Ріпалс». Роботи на них припинили 26 серпня 1914 року, бо вважалося, що їх не встигнуть добудувати до закінчення війни. Фішер для прискорення робіт запропонував «перебудувати» їх у лінійні крейсери.
«Перебудова» була уявною. Дредноути існували лише на папері, і тому крейсери мали спорудити з нуля. Фішер розраховував заощадити час, маючи вже підписані контракти на закупівлю матеріалів та комплектуючих. Особливо це стосувалося 381-мм гармат та установок, на виробництво яких було потрібно стільки ж часу, скільки на будівництво самого корабля. На підтримку зусиль Фішера зіграли результати Фолклендської битви 8 грудня 1914 року, які він інтерпретував як тріумф власних ідей; до того ж він заручився підтримкою адміралів Джеліко та Бітті. Черчилль піддався тиску і 28 грудня зумів отримати ухвалу Кабінету міністрів на будівництво двох крейсерів за контрактами та з іменами замовлених дредноутів. Корабельня «Палмерс» виявилася нездатною побудувати корпус з необхідними габаритами, і її замовлення передали корабельні Джона Брауна у Клайдбанку.
29 грудня Фішер особисто домовився з підрядниками, що будівництво розпочнеться 30 грудня 1914 року і терміни будуть прискореними — 15 місяців. При цьому змінені контракти були підписані лише 10 березня 1915 року.

### Проєктування
18 грудня 1914 року Фішер направив головному конструктору флоту запит на розробку проєкту крейсера з такими характеристиками:
- довгий, високий з розвалами борт, як на броненосці 2 класу «Рінаун»;
- чотири 381-мм гармати у двох баштах;
- 20 102-мм протимінних гармат зі щитами з розміщенням на верхній палубі;
- жодного іншого артилерійського й торпедного озброєння;
- швидкість 32 вузли;
- котли лише на нафті;
- бронювання як у лінійних крейсерів класу «Індіфатігебл».

Д'Ейнкорт у своїх спогадах наполягає, що отримав цей запит 19 грудня. Наступного дня було зроблено приблизні розрахунки, однак Фішер змінив вимоги, збільшивши кількість 381-мм гармат до шести та додавши два торпедні апарати. Нові розрахунки були надані 21 грудня, а 24-го був підготовлений ескіз нового проєкту. Після внесення змін відповідно до зауважень Фішера, скоригований проєкт було підготовлено 29 грудня. Після схвалення Черчиллем 30 грудня почалися проєктні роботи. Характеристики були затверджені того ж дня. Якщо не враховувати бойову цінність самих крейсерів, д'Ейнкорт пишався швидкістю проведення проєктних робіт і тим, що, попри поспіх, вдалося практично без змін укластися у вимоги.
За перший тиждень грудня відділ проєктування оглянув матеріали, заготовлені корабельнями для лінкорів «Рипалс» і «Рінаун», щоб визначити можливість їхнього використання, а матеріали з корабельні «Палмерс» передали «Джону Брауну». До середини січня корабельні отримали всю інформацію з будівництва корпусу до рівня другого дна з метою замовлення додаткових матеріалів у підрядників, і 25 січня, в день 74-річчя Фішера, було закладено обидва кораблі. До кінця січня було розроблено та передано корабельням усі креслення корпусних конструкцій. Комплект креслень було підготовлено 12 квітня 1915 року і через 10 днів затверджено радою Адміралтейства. Зміни у порівнянні з характеристиками, затвердженими 30 грудня, були мінімальними.
Зміни у першу чергу були викликані переоцінкою габаритів силової установки та бронювання, що спричинило збільшення водотоннажності на 500 т. Ще 115 додаткових тонн було виділено на протиторпедну мережу, але в серпні 1915 року від неї відмовилися. Попередню батарею з 27 102-мм протимінних гармат, захищених 76-мм бронею, зменшили до 17 гармат в установках із захистом відкритими щитами; 15 з них були розміщені у нових тригарматних установках.
У процесі будівництва було зроблено такі зміни:
- У квітні 1915 року для економії ваги та часу будівництва було ухвалене рішення не обшивати палуби деревом. Для компенсації теплоізоляційних властивостей було укладено 70 т лінолеуму в житлових відсіках та 7 т на палубах. На палубі півбака в районі адміральської каюти було укладено коркове покриття «Cortico».
- У травні 1915 року з досвіду випробувань «Квін Елізабет» вирішили підсилити носовий край.
- У січні 1915 року Фішер наполіг на включенні до складу озброєння 20 мін. Це викликало низку проблем з компонуванням, і 21 липня, після відходу Фішера з поста Першого лорда, Д'Ейнкорт, висловив бажання прибрати їх з проєкту. Це було санкціоновано наступного дня.
- У листопаді 1915 року виявили, що 381-мм башти мають вагу на 20 т більшу, ніж розраховували. 60 т було вирішено взяти із 130-тонного запасу водотоннажності.

За підсумками перероблення оцінка збільшення водотоннажності на 453 т відбулася за рахунок:
- корпусних конструкцій (включно із 50 додатковими тоннами литва) — 339 т;
- збільшення ваги 381-мм башт — 60 т;
- додаткової ваги 102-мм установок (включно з 7 т на два командно-далекомірних пости та платформи під них) — 34 т;
- встановлення турбінних помп та арматури в кожній кочегарці — 20 т.

Заощадити вдалося 151 т внаслідок:
- видалення протиторпедних сіток — 115 т;
- видалення мінного озброєння — 20 т;
- економії на гільзах 102-мм гармат при переході від скорострільних (QF) на казно-зарядні (BL) гармати, тобто з роздільного-гільзового на картузне заряджання.

На масі корпусу заощадили 37 тонн шляхом зняття кріплення протиторпедних сіток та 9 тонн внаслідок відмови від кормового поста керування артилерійським вогнем. Однак ці цифри враховані у зростанні маси корпусу. Зміни збільшили повну розрахункову водотоннажність на 287 тонн — до 26 787 т, з повним використанням запасу водотоннажності. Актуальні цифри на момент будівництва становили 26 854 т для «Ріпалса» і 27 420 т для «Рінауна».
| Зміна тактико-технічних характеристик у процесі розробки та побудови | Зміна тактико-технічних характеристик у процесі розробки та побудови | Зміна тактико-технічних характеристик у процесі розробки та побудови | Зміна тактико-технічних характеристик у процесі розробки та побудови | Зміна тактико-технічних характеристик у процесі розробки та побудови |
| Проєкт/корабель                                                      | «Радамантус»                                                         | «Радамантус»                                                         | «Рінаун»                                                             | «Ріпалс»                                                             |
| -------------------------------------------------------------------- | -------------------------------------------------------------------- | -------------------------------------------------------------------- | -------------------------------------------------------------------- | -------------------------------------------------------------------- |
| Дата                                                                 | 19 грудня 1914                                                       | 21 грудня 1914                                                       | 30 грудня 1914                                                       | 22 квітня 1915                                                       |
| Довжина між перпендикулярами, м                                      | 192,024                                                              | 228,6                                                                | 228,6                                                                | 228,6                                                                |
| Довжина максимальна, м                                               |                                                                      |                                                                      | фактич. 242,05                                                       | фактич. 242,075                                                      |
| Ширина, м                                                            | 22,55-22,86                                                          | 27,43                                                                | 27,43                                                                | 27,43                                                                |
| Осадка, м                                                            | 7,9-8,2                                                              | 7,6                                                                  | 7,6 носом, 7,9 кормою                                                | 7,6 носом, 7,9 кормою                                                |
| Водотоннажність, дов. тонн                                           | 18 750                                                               | 25 750                                                               | 26 000                                                               | 26 500                                                               |
| Потужність ЕУ, к.с./МВт                                              | 105 000 78,3                                                         | ?                                                                    | 112 000 83,52                                                        | 112 000 83,52                                                        |
| Максимальна швидкість, вузли                                         | 32                                                                   | 32                                                                   | 32                                                                   | 32                                                                   |
| Озброєння                                                            | 4 × 381-мм 20 × 102-мм                                               | 6 × 381-мм 20 × 102-мм 2 × 533-мм ТА                                 | 6 × 381-мм 25 × 102-мм 2 × 533-мм ТА                                 | 6 × 381-мм 17 × 102-мм 2 × 76-мм 2 × 533-мм ТА                       |
| Пояс, мм                                                             | 152/102/76                                                           | 152                                                                  | 152 + 102 краю                                                       | 152 + 102 ніс 76-102 корми                                           |
| барбетів, мм                                                         | 203                                                                  |                                                                      | 178                                                                  | 178                                                                  |
| Палуба, мм                                                           |                                                                      |                                                                      | 25 + 51 скоси                                                        | 25 + 51 скоси                                                        |
| Статті вагового навантаження, дов. тонни                             |                                                                      |                                                                      |                                                                      |                                                                      |
| Обладнання                                                           | 700                                                                  |                                                                      | 750                                                                  | 800                                                                  |
| Озброєння                                                            | 2200                                                                 |                                                                      | 3400                                                                 | 3335                                                                 |
| ЕУ                                                                   | 4800                                                                 |                                                                      | 5325                                                                 | 5660                                                                 |
| Інженерні запаси                                                     |                                                                      |                                                                      | 125                                                                  | 120                                                                  |
| Нафта                                                                | 800                                                                  |                                                                      | 1000                                                                 | 1000                                                                 |
| Броня                                                                | 3000                                                                 |                                                                      | 4470                                                                 | 4770                                                                 |
| Корпус                                                               | 7400                                                                 |                                                                      | 10 800                                                               | 10 800                                                               |
| Запас водотоннажності                                                |                                                                      |                                                                      | 130                                                                  | 15                                                                   |
| Проєктна водотоннажність                                             | 18 900                                                               |                                                                      | 26 000                                                               | 26 500                                                               |
| в метричних тоннах                                                   | 19 202                                                               |                                                                      | 26 416                                                               | 26 924                                                               |

## Конструкція

### Корпус
У конструкції корпусу було застосовано ряд нововведень. Розвал бортів був зроблений по всій довжині корабля, однак, оскільки це призвело до зменшення ширини корпусу по ватерлінії і погіршення остійності, корпус отримав бортові приробки — булі. Вертикальними перегородками булі розділили на декілька порожнин, які використовували для зберігання палива і включили до системи протиторпедного захисту. Занурення корпусу на одиницю додаткової ваги було набагато меншим, ніж у кораблів з традиційними обводами, — збільшенню осадки на 1 см відповідало збільшення водотоннажності на 40,6 т.
Корпус мав помітну сідлуватість по краях. Півбак займав приблизно ¾ довжини корпусу. Висота надводного борту залишилася такою ж великою, як і на попередньому «Тайгері», — 9,8 м в носі, 7,2  м на міделі й 5,8 м — в кормі. У носовій частині розвал шпангоутів збільшили, що разом з високим бортом забезпечувало високу на ті часи морехідність. «Рінауни» мали довгий корпус — відношення його довжини та ширини становило 8,82. Разом із щільним компонуванням надбудов і двома великими трубами це надавало крейсерам стрункого та стрімкого вигляду.
Силовий набір у центральній частині корпусу проводився за поперечною схемою, в краях основними ставали поздовжні в'язі. Усі з'єднання виконувалися клепанням. З досвіду експлуатації «Квін Елізабет» корпус у носі посилили, хоча він в цьому місці й так був міцнішим, ніж у попередника — «Тайгера», у якого таких проблем не було. При експлуатації виявили декілька слабких місць. Елементи набору у барбетів пошкоджувалися при стрільбі, тому їх довелося посилити додатковими перегородками та пілерсами. У шторм палуба півбаку між клюзами не витримувала, і її також довелося посилювати, причому двічі. На швидкостях вище за 25 вузлів відбувалася вібрація корпусу, а починаючи з 30 вузлів заливало ют.
Після введення в дію обидві труби мали однакову висоту — 26,8 м над проєктною ватерлінією, але, щоб знизити задимлення переднього містка, ще 1916 року у процесі випробувань висоту носової труби збільшили приблизно на 1,8 м.
Економлячи вагу та час будівництва, дерев'яний настил палуби не ставили. Для збереження теплоізоляційних властивостей усі палуби в межах житлових приміщень застелили деревом замість звичайного лінолеуму.
Лінійні крейсери класу «Рінаун» несли три безштокові якорі вагою по 7,37 т. Два з них перебували у носових клюзах, а третій був запасним. У кормі знаходився один 3-тонний допоміжний якір. Шпилі спочатку мали паровий привод, але при модернізації на «Рінауні» його замінили електричним.
| Водотоннажність по роках           | Водотоннажність по роках | Водотоннажність по роках | Водотоннажність по роках | Водотоннажність по роках | Водотоннажність по роках | Водотоннажність по роках | Водотоннажність по роках | Водотоннажність по роках |
|                                    | в довгих тоннах          | в довгих тоннах          | в довгих тоннах          | в довгих тоннах          | в метричних тоннах       | в метричних тоннах       | в метричних тоннах       | в метричних тоннах       |
|                                    | нормальна                | полегшений корабель      | стандартна               | повна                    | нормальна                | полегшений корабель      | стандартна               | повна                    |
| ---------------------------------- | ------------------------ | ------------------------ | ------------------------ | ------------------------ | ------------------------ | ------------------------ | ------------------------ | ------------------------ |
| Проєкт                             | 26 500                   |                          |                          | 30 835                   | 26 925                   |                          |                          | 31 330                   |
| «Рінаун», 1917                     | 27 420                   |                          |                          | 32 663                   | 27 860                   |                          |                          | 33 187                   |
| «Ріпалс», 1921                     | 32 740                   |                          |                          | 37 490                   | 33 265                   |                          |                          | 38 092                   |
| «Рінаун», 1926                     | 32 520                   | 32 130                   | 32 000                   | 37 150                   | 33 042                   | 32 646                   | 32 514                   | 37 746                   |
| «Ріпалс», 1933 до реконструкції    | 34 800                   |                          |                          | 38 100                   | 35 358                   |                          |                          | 38 711                   |
| «Ріпалс», 1933 після реконструкції |                          |                          |                          | 38 300                   |                          |                          |                          | 38 915                   |
| «Рінаун», 1939                     |                          | 30 025                   | 30 750                   | 36 080                   |                          | 30 507                   | 31 243                   | 36 659                   |
| «Рінаун», 1944                     |                          | 32 025                   |                          | 38 395                   |                          | 32 539                   |                          | 39 011                   |

Прожектори
При введенні в дію крейсери оснащувалися вісьмома 914-мм бойовими прожекторами. Два стояли на компасному майданчику на містку, два на майданчиках навколо носової труби та чотири на майданчику навколо кормової труби. На «Рінауні» усі прожекторні майданчики знаходилися на одній висоті та з'єднувалися перехідними містками. На «Ріпалсі» один з постів був вищим за інші. Крім бойових, біля основи носової труби були розташовані два сигнальних 610-мм прожектори.
1917 року прожекторні майданчики навколо кормової труби зробили закритими, у вигляді рубок. Обидва прожектори з носової труби перенесли на нову платформу на грот-щоглі, а прожектори з компасного майданчики — на адміральський місток.
Морехідність та керованість

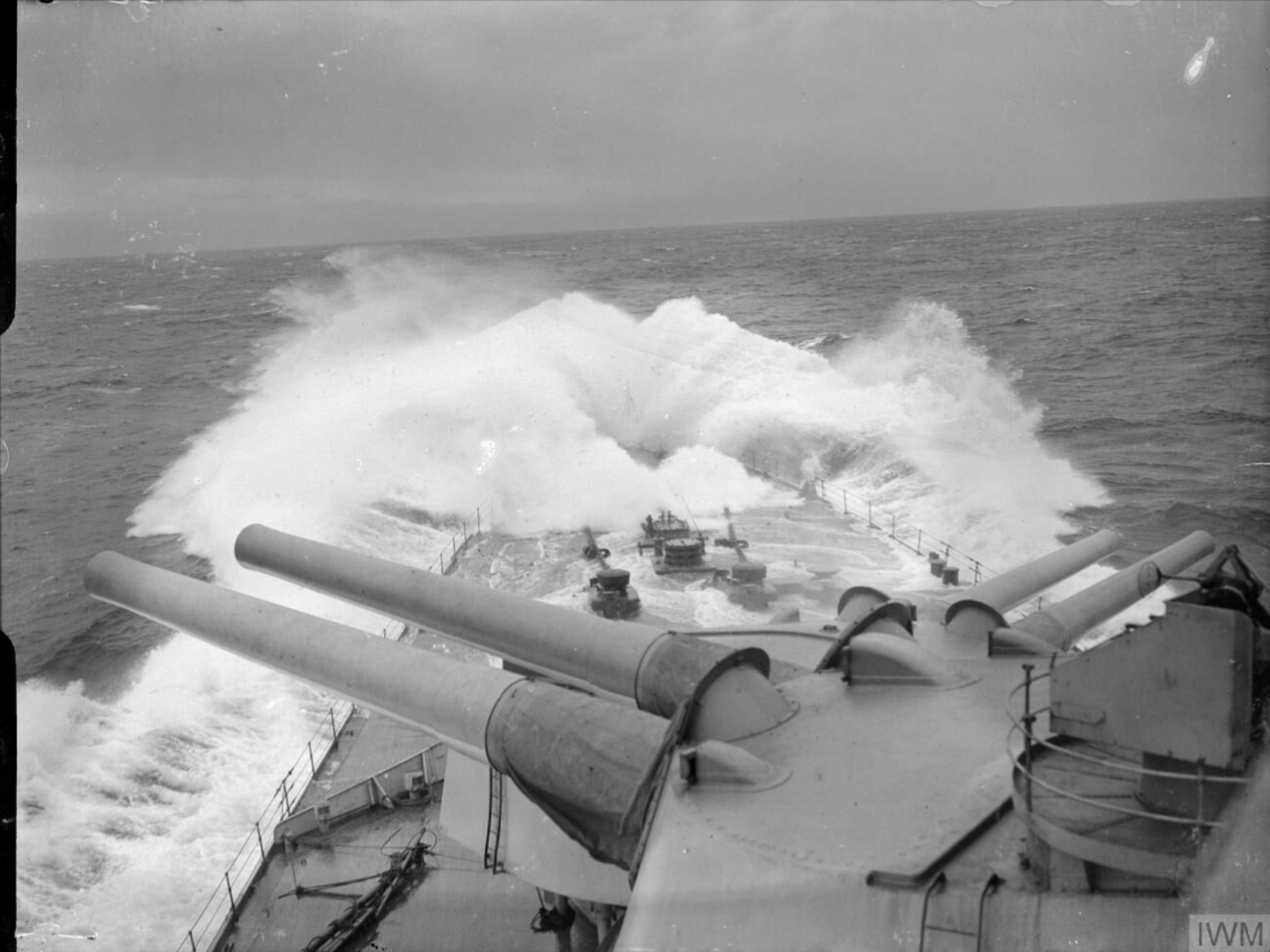
Палуба півбаку «Рінауна» в умовах хитавиці

Морехідність нових лінійних крейсерів була значно кращою, ніж у сучасних їм британських дредноутів. Високий борт та його розвал зменшували забризкування оптики й містка. На випробуваннях командир «Ріпалса» відзначав, що навіть при 8-бальному хвилюванні крейсер добре сходив на хвилю, а хитавиця була невеликою та плавною. Плавність хитавиці забезпечувалася значенням метацентричної висоти. 1916 року на «Ріпалсі» при водотоннажності 25 580 т її значення становило 0,75 м, збільшуючись до 0,85 м при нормальній водотоннажності у 26 584 т і до 1,86 м при повній у 31 592 т. Після першої модернізації внаслідок додавання нижньої ваги остійність підвищилася, при цьому значення метацентричної висоти вирівнялися. На «Рінауні» в результаті останньої передвоєнної модернізації значення метацентричної висоти зменшилися, але залишалися в допустимих межах.
Разом з тим крейсери протягом усієї кар'єри залишалися досить «мокрими» кораблями. Півбак за носовими баштами був постійно залитий шаром води у декілька сантиметрів, а через велику довжину крейсери врізалися приблизно у кожну третю хвилю. Сильно заливалася верхня палуба за зламом півбаку, а кормова башта «Y» при сильному хвилюванні практично «плавала» у воді.
Попри довгий корпус та єдиний руль, крейсери добре реагували на перекладання руля, та мали непогану повороткість — діаметр тактичної циркуляції дорівнював близько 3-м довжинам корпусу.
Екіпаж
Невисокий рівень бронювання дозволив розмістити два ряди ілюмінаторів мало не по всьому борту, так що проблем з розміщенням екіпажу не було. Житлові приміщення були просторими, з великою міжпалубною висотою. Велика частина офіцерських приміщень перебувала на юті. На верхній палубі у надбудові, поблизу комфортабельної кают-компанії, розташовувались лише каюти старших офіцерів. Кубрики команди розміщувалися у носовій частині на рівні верхньої та середньої палуб. У мирний час екіпаж за штатом складався з 953 осіб, збільшуючись у воєнний до 1043 осіб. При використанні у ролі адміральського корабля екіпаж збільшувався на 14 осіб. Приміщення для адмірала та його штабу розташовувалися у кормовій надбудові та традиційно для британців були просторими.
Чисельність команди постійно росла. Перед війною за штатом «Рінаун» мав вже екіпаж з 1205 матросів і офіцерів. На «Ріпалсі» в останньому бою до складу команди входило понад 1300 осіб. 1945 року екіпаж «Рінауна» налічував 1433 людини. Умови проживання були досить комфортними. Навіть у матроських кубриках внаслідок примусової вентиляції умови проживання у тропіках були прийнятними, а встановлення в результаті модернізацій електрообігрівачів та поліпшення освітлення компенсувало тісніші умови проживання збільшеного екіпажу. Крім стандартних для британських кораблів камбузів, пекарень і холодильників, на обох крейсерах був навіть кінозал.

### Озброєння

#### Головний калібр

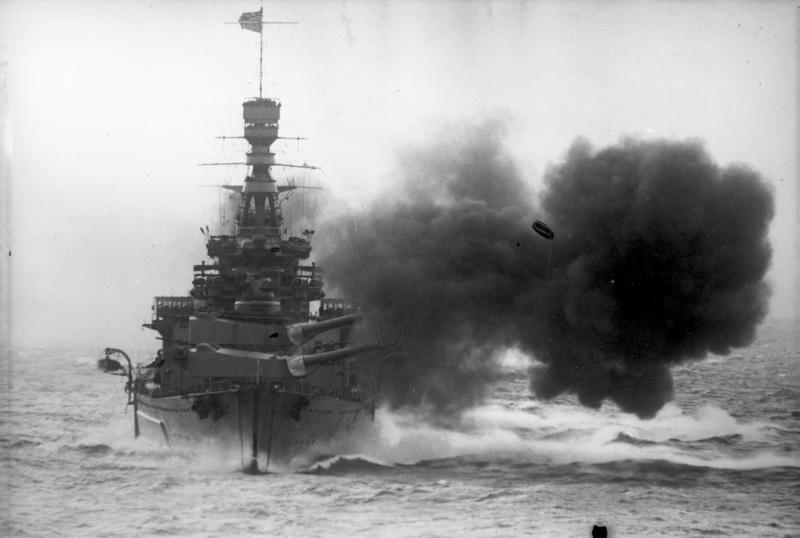
«Ріпалс» веде вогонь з гармат головного калібру

Основним озброєнням лінійних крейсерів були шість 381-мм гармат Mk.I з розміщенням за лінійно-піднесеною схемою у трьох двогарматних баштах Mk.I*. Башти позначалися починаючи з носа до корми як «A», «B» та «Y». Гармати й башти були практично ідентичні тим, що встановлювалися на дредноутах класу «Рівендж», і фактично були для них і замовлені. З міркувань економії ваги було лише зменшено бронювання: лобове — з 330 до 229 мм, бічне — з 280 до 178 мм, а даху — зі 127 до 108 мм.
381-мм гармата Mk.I мала довжину ствола 42 калібри, скріплення ствола дротом (сталевою стрічкою) та поршневий затвор системи Веліна. Попри не саму прогресивну конструкцію з дротовим скріпленням ствола, помірна балістика дозволила отримати гармату з гарною живучістю — 335 пострілів — і забезпечити високу точність вогню. Гармату було виконано за улюбленою британцями концепцією «важкий снаряд, помірна початкова швидкість» — снаряд масою 872 кг розганявся до швидкості 747 м/с. Заряд кордиту MD19 загальною вагою 194 кг поділявся на чотири частини та знаходився в шовкових картузах. Для навчальних цілей і обстрілу берега зробили знижений заряд масою 146 кг.
Двогарматна установка Mk.I* забезпечувала кути підйому гармат від -5° до +20°. Заряджання проводилося при будь-якому куті піднесення гармати. При максимальному куті піднесення дальність стрільби снарядом масою 872 кг становила 21 385 м (115 каб). Горизонтальне та вертикальне наведення здійснювалася за допомогою гідропривода зі швидкостями 2 і 5 °/с відповідно. Робочим тілом була вода. Хоча гідравлічна система постійно протікала, в цілому установки вважалися досить надійними. Технічна скорострільність досягала 2 пострілів на хвилину. В результаті повоєнних модернізацій установки були допрацьовані до рівня Мк.IN*. Кут підвищення виріс до 30°, але тепер заряджання здійснювалося при постійному куті у 5°.
За проєктом боєзапас становив 120 снарядів на ствол. У порівнянні з дредноутами він був збільшений з розрахунком на ведення вогню з великої дистанції. У початковий боєкомплект входили снаряди трьох типів: бронебійний з бронебійним наконечником - APC (англ. Armour-Piercing, Capped)), напівбронебійний «коммон» — CPC (англ. Common Pointed, Capped)) та фугасний - HE (англ. High Explosive), із вмістом вибухової речовини до 9 %. У міжвоєнний період спостерігалася тенденція уніфікації боєзапасу, тому до початку Другої світової війни його основу складали бронебійні снаряди нового типу. Крім того, при модернізації 1930-х років з'явилася можливість вести стрільбу із застосуванням посилених зарядів. Стрільба зазвичай велася новими бронебійними снарядами з радіусом оживала у 10 калібрів, яких у боєзапасі було 20 штук. Посиленим зарядом такому снаряду забезпечувалась початкова швидкість 805 м/с. Склад боєкомплекту в ході війни постійно змінювався.

#### Протимінний калібр
Джон Фішер був принциповим супротивником використання 152-мм гармат на лінкорах та лінійних крейсерах. Він вважав що, за потреби, захист від атак есмінців противника забезпечать власні крейсери та есмінці, тому наполіг на поверненні до 102-мм гармат. В цілому вдала 102-мм гармата QF Mk.V не могла бути інтегрованою у централізовану систему керування вогнем, бо у ній не було електрозапалу, тому залп при замиканні електричного кола стрільби на посту керування був неможливий. Спочатку планувалося встановити на крейсери гармати BL Mk.VIII, однак надійність цієї моделі викликала нарікання, і в результаті було розроблено нову зброю. На BL Mk. IX ствол взяли від QF Mk.V, а затвор — від BL Mk.VIII.
Щоб компенсувати зменшення руйнівної сили снаряда, було вирішено збільшити кількість гармат у залпі. Оминувши розробку двогарматної, конструктори одразу створили нову тригарматну установку T.I-Mk.I. Кути піднесення нової установки становили від -10° до +30°, максимальна дальність стрільби — 12 344 м (66,5 каб). Установка вийшла не дуже вдалою. По-перше, вона була порівняно важкою — 17,5 т. Через відсутність силового приводу вона мала погану повороткість установки, що для протимінного калібру є великим недоліком. По-друге, заряджанню середньої гармати заважала прислуга бічних гармат, тому її темп стрільби був помітно нижчим від теоретичних 10-12 пострілів за хвилину. Загальна скорострільність тригарматної установки лише незначно перевищувала цей показник для двогарматної. До того ж до штату установки увійшло 32 особи, що порівняно зі штатом башти головного калібру у 64 людини виглядало завеликим.
Єдиним плюсом такої установки була простота розміщення. Всього було встановлено п'ять установок, які отримали гарні кути обстрілу. Дві установки стояли по бортах на платформі бойової рубки, а інші були розміщені в діаметральній площині: одна між кормовою трубою та грот-щоглою, а дві лінійно-піднесено на кормовій надбудові. Протимінний калібр доповнювали ще дві 102-мм гармати BL Mk.lX на одногарматних установках CP.I. Вони стояли по бортах від носової надбудови, відразу за баштою «В».
Під час Першої світової війни боєкомплект становив по 150 снарядів на ствол — 45 напівбронебойних та 105 фугасних. Після війни їх боєзапас збільшили до 200 на ствол — 50 коммонів та 150 фугасних, з яких 30 оснащувалися трасером для ведення нічної стрільби. Додатково на борт приймалося 100 освітлювальних снарядів, так що загальний боєзапас становив 3500 102-мм снарядів.

#### Зенітне озброєння

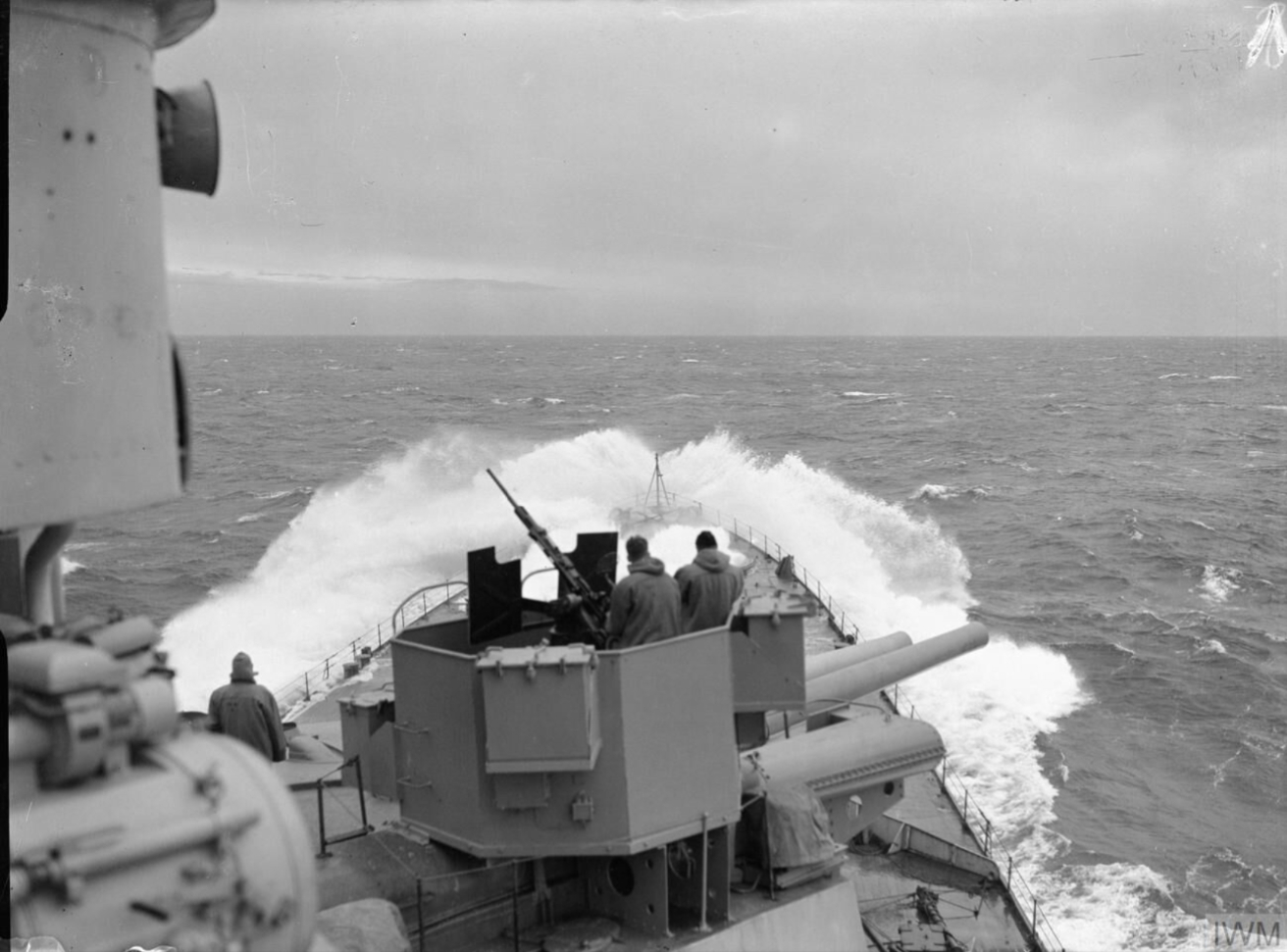
20-мм «Ерлікон» на носовій піднесеній башті головного калібру «Рінауна»

За проєктом зенітне озброєння складалося з двох 76-мм зеніток 20 cwt Mk.I в установках HA Mk.II з боєкомплектом по 150 снарядів на ствол. Вони розташовувалися на палубі надбудови з боків від другої димової труби.
Крім 76-мм зеніток, встановлювалися чотири 47-мм гармати Гочкіса з боєкомплектом по 64 постріли на ствол та п'ять кулеметів Максима. Гармати Гочкіса збиралися використовувати у ролі салютних в мирний час, тому «Ріпалс» і «Рінаун» були уведені в дію без них. Для потреб корабельного загону морської піхоти кораблі мали 76-мм десантну гармату і 15 кулеметів — п'ять станкових «Максимів» і десять «Льюїсів».
В ході модернізацій все артилерійське озброєння, крім головного калібру, неодноразово змінювалося. Зміни насамперед стосувалися заміни невдалих 102-мм протимінних гармат та посилення зенітного озброєння.
Першими були встановлені 102-мм зенітні гармати Mk.V в установках НА Mk.III. Гармати оснащувалися клиновим горизонтальним затвором і надавали снаряду вагою близько 14 кг початкової швидкості у 728 м/с. Заряджання було ручним, скорострільність з тренованим розрахунком сягала 20 пострілів на хвилину.
У ході модернізації 1933—1936 років «Ріпалс» отримав рідкісну 102-мм спарку Mk.XVIII з гарматами Mk.XIV. Це була експериментальна гармата для відпрацювання установки «міжпалубного типу», що послужила потім прототипом при розробці 114-мм установок. 1941 року «Ріпалс» повинен був отримати нові 102-мм зенітки Mk.XVI в установках Mk.XIX, але ці роботи провести не встигли.
В ході модернізації 1936—1939 років на «Рінауні» були встановлені 114-мм гармати Mk.I та Mk.III. Вони були взаємозамінними, подібні за конструкцією та відрізнялися лише конструкцією запального пристрою. Було встановлено тільки чотири гармати Mk.I, інші являли собою модифікації Mk.III. Гармата мала унітарне (патронне) заряджання. Маса пострілу — 41,6 кг, снаряда — 25 кг. Початкова швидкість становила 746 м/с. Двогарматна установка Mk.II була так званого «міжпалубного» типу BD (англ. Between Decks). Основна частина башти знаходилася всередині корпусу, а над палубою височіла тільки верхня частина. Хоча установка важила 39 т, вона була рухливішою, ніж 133-мм гармати «Кінг Джордж», і значно краще пристосованою для стрільби по нових швидкісних літаках.
Верхня частина башти прикривалася сталевими листами товщиною 12,7 мм, низ башти разом із перевантажувальними відділеннями захищалися 51-мм бронею. Подача боєзапасу в перевантажувальні відділення здійснювалася електричними підйомниками у вигляді нескінченної стрічки. Тут вони перевантажувалися у трикоміркові вертикальні барабани. З барабанів постріли подавалися до установників дистанційних трубок і потім на зарядні піддони. Хоча система подачі й була досить складною, вона забезпечувала скорострільність до 14-15 пострілів на хвилину, яка потім спадала при тривалій стрільбі.
До складу боєзапасу входило два типи снарядів — напівбронебійний та фугасний. Четвертина з фугасних мали дистанційну трубку для стрільби по повітряних цілях. Під час війни стала зрозумілою важливість для ППО такого виду боєприпасів, і їхню частку довели спочатку до 50 % від загального боєзапасу, а потім збільшили ще. До кінця війни у британців з'явилися снаряди з радіопідривачем, який отримали від американців.
Як зенітні гармати ближньої дії на крейсери встановлювалися 40-мм автомати Mk.VIII «пом-пом». Також встановлювалися чотириствольні 12,7-мм кулемети, які в ході війни були замінені на ефективніші 20-мм «Ерлікони».
| Середній та малий калібри | Середній та малий калібри | Середній та малий калібри | Середній та малий калібри | Середній та малий калібри | Середній та малий калібри | Середній та малий калібри | Середній та малий калібри | Середній та малий калібри | Середній та малий калібри | Середній та малий калібри | Середній та малий калібри | Середній та малий калібри | Середній та малий калібри | Середній та малий калібри |
| ------------------------- | ------------------------- | ------------------------- | ------------------------- | ------------------------- | ------------------------- | ------------------------- | ------------------------- | ------------------------- | ------------------------- | ------------------------- | ------------------------- | ------------------------- | ------------------------- | ------------------------- |
| гармата                   | установка                 | «Ріпалс»                  | «Ріпалс»                  | «Ріпалс»                  | «Ріпалс»                  | «Ріпалс»                  | «Рінаун»                  | «Рінаун»                  | «Рінаун»                  | «Рінаун»                  | «Рінаун»                  | «Рінаун»                  | «Рінаун»                  | «Рінаун»                  |
| гармата                   | установка                 | 1916                      | 1924                      | 1936                      | 1939                      | 1941                      | 1916                      | 1926                      | 1939                      | жовтень 1941              | осінь 1942                | червень 1943              | січень 1944               | лютий 1945                |
| 4"/45 BL Marks IX         | T.I. Mark I               | 5×3                       | 5×3                       | 4×3                       | 4×3                       | 3×3                       | 5×3                       | 5×3                       | 0                         |                           |                           |                           |                           |                           |
| 4"/45 BL Marks IX         | CPI                       | 2                         | 0                         |                           |                           |                           | 2                         | 0                         |                           |                           |                           |                           |                           |                           |
| 4"/45 BL Marks IX         | загалом                   | 17                        | 15                        | 12                        | 12                        | 9                         | 17                        | 15                        |                           |                           |                           |                           |                           |                           |
| 102-мм QF Mk.V            | НА Mk.III                 |                           | 4                         | 4                         | 4                         | 4                         |                           | 4                         | 0                         |                           |                           |                           |                           |                           |
| 102-мм QF Mk.V            | НА Mk.V                   |                           |                           |                           | 2                         | 2                         |                           |                           |                           |                           |                           |                           |                           |                           |
| 102-мм QF Mk.V            | загалом                   |                           | 4                         | 4                         | 6                         | 6                         |                           | 4                         |                           |                           |                           |                           |                           |                           |
| 102-мм QF Mk.XV           | BD Mk II                  |                           |                           | 2×2                       | 0                         |                           |                           |                           |                           |                           |                           |                           |                           |                           |
| 76-мм 20 cwt Mk.I         | HA Mk.II                  | 2                         | 0                         |                           |                           |                           | 2                         | 0                         |                           |                           |                           |                           |                           |                           |
| 114-мм/45 QF Mk III       | BD Mk I                   |                           |                           |                           |                           |                           |                           |                           | 10×2                      | 10×2                      | 10×2                      | 10×2                      | 10×2                      | 10×2                      |
| 40-мм «пом-пом»           | Mk.VI                     |                           | 0                         | 2×8                       | 2×8                       | 3×8                       |                           |                           | 3×8                       | 3×8                       | 3×8                       | 3×8                       | 3×8                       | 3×8                       |
| 40-мм «пом-пом»           | Mk.VII                    |                           |                           |                           |                           |                           |                           |                           |                           |                           |                           |                           | 1×4                       | 1×4                       |
| 40-мм «пом-пом»           | загалом                   |                           |                           | 16                        | 16                        | 24                        |                           |                           | 24                        | 24                        | 24                        | 24                        | 28                        | 28                        |
| 20-мм «ерлікони»          | одиночні                  |                           |                           |                           |                           | 8                         |                           |                           |                           | 6                         | 16                        | 19                        | 24                        | 26×1                      |
| 20-мм «ерлікони»          | спарка                    |                           |                           |                           |                           |                           |                           |                           |                           |                           |                           | 13×2                      | 20×2                      | 20×2                      |
| 20-мм «ерлікони»          | загалом                   |                           |                           |                           |                           | 8                         |                           |                           |                           | 6                         | 16                        | 45                        | 64                        | 66                        |
| 12,7 мм Mk III            | Mk II*                    |                           | 0                         | 2×4                       | 4×4                       | 4×4                       |                           |                           |                           |                           |                           |                           |                           |                           |
| 12,7 мм Mk III            | Mk III                    |                           |                           |                           |                           |                           |                           |                           | 4×4                       | 4×4                       | 0                         |                           |                           |                           |
| 12,7 мм Mk III            | загалом                   |                           |                           | 8                         | 16                        | 16                        |                           |                           | 16                        | 16                        |                           |                           |                           |                           |

#### Керування вогнем
У систему керування вогнем головного калібру входили два командно-далекомірні пости. Один броньований пост з 4,57-м далекоміром MG8 міг обертатися та розташовувався на даху носової бойової рубки. Другий аналогічний неброньований пост встановлювався на платформі фор-марса. Дані з них надходили на лічильно-вирішальний прилад Дрейера Mk.IV*, встановлений у нижній частині бойової рубки. Крім цього, кожна башта головного калібру оснащувалася 4,57-м далекоміром та візиром горизонтального наведення. Під час модернізацій часів війни на «Рінауні» далекоміри залишили, доповнивши їх радарами, а систему керування замінили на нову. На «Ріпалсі» обсяг змін був ще меншим.
Для керування стрільбою 102-мм гармат існувало два пости: один розміщувався на платформі фок-щогли під постом керування головного калібру, другий знаходився на грот-щоглі. Зенітний 2-метровий далекомір був встановлений на грот-щоглі над постом керування стрільбою протимінних гармат.

#### Мінне і торпедне озброєння
Фішер наполіг на включенні до проєкту встановлення на крейсери 25 донних мін з розташуванням на мінних рейках у кормовій частині. Після відставки Фішера їх прибрали з проєкту, і кораблі ввійшли у стрій без мінного озброєння.
Крейсери вступили в дію з двома підводними 533-мм торпедними апаратами з боєкомплектом у десять торпед. Апарати розташовувалися у відсіку перед носовою баштою «А», а пост керування торпедною стрільбою був розміщений на кормовій надбудові.
Оскільки для наведення підводного апарата потрібно було маневрувати самим кораблем, а торпеду на великій швидкості могло при виході з апарату заклинити й переламати, після війни підводні апарати замінили на практичніші надводні. На «Ріпалсі» під час модернізації 1918—1920 років встановили на верхній палубі з кожного борту по два двотрубних 533-мм торпедних апарати — всього вісім труб. Одна пара стояла відразу за зламом півбака, а друга — позаду димових труб. Боєзапас становив 26 торпед: по три торпеди на трубу та дві запасні. На «Рінауні» установку надводних торпедних апаратів зробили лише в ході модернізації 1936—1939 років. Хід війни показав їх непотрібність, і у квітні 1945 року з «Рінауна» їх зняли.

#### Авіаційне озброєння

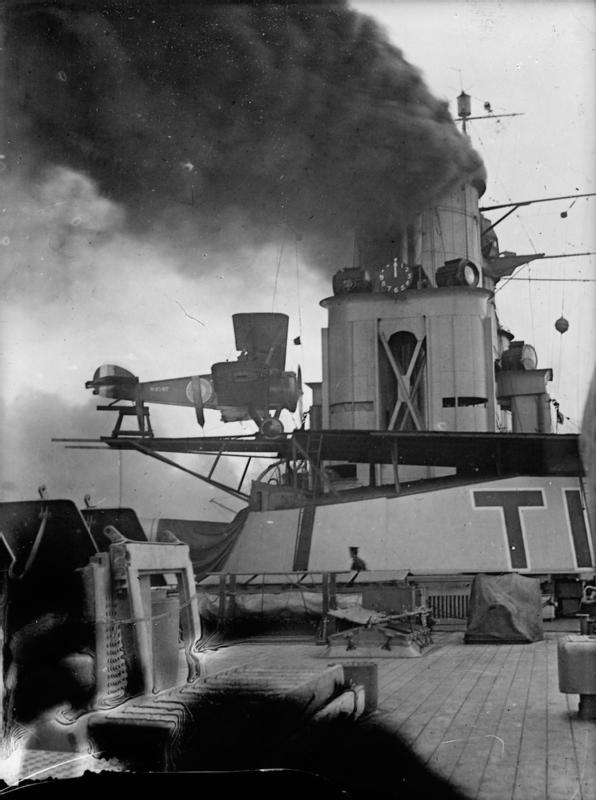
Винищувач Sopwith Camel у готовності до старту з майданчика на башті «Q» лінійного крейсера «Тайгер». На «Рінауні» та «Ріпалсі» стояли подібні платформи

«Ріпалс» став першим лінійним крейсером, оснащеним стартовою платформою для запуску літаків. Британський флот шукав способи боротьби з німецькими дирижаблями, але у гідролітаків стеля була занадто малою для їх перехоплення, тому на кораблях були сконструйовані платформи для запуску колісних літаків. Після використання літак повинен був повертатися на сухопутний аеродром або аварійно сідати на воду. Крім цього, літак міг використовуватися для розвідки.
Необхідна для зльоту швидкість літака була невисокою, а рух корабля створював додатковий потік повітря, тому розміри стартової платформи були невеликі. Найкращим місцем для них виявилися дахи башт головного калібру, поза зоною дії дульних газів сусідніх гармат. Зліт літака найкраще було здійснювати проти вітру, тому додатковим плюсом використання башти стала можливість розвороту платформи проти вітру без необхідності маневрування кораблем.
На «Ріпалсі» восени 1917 року на піднесеній башті «В» розмістили Т-подібну платформу. Перший зліт Sopwith Pup з неї відбувся 1 жовтня 1917 року. Другу платформу розмістили на башті «Y», перший зліт відбувся 8 жовтня. Платформа була іншої конструкції, і зліт здійснювався з боку дульного зрізу до задньої стіни башти. За результатами випробування навесні 1918 року платформи подовжили користуючись з майданчиків, що відкидалися на стволи. Це дозволило використовувати двомісні Sopwith Strutter. Тоді ж подібні платформи були встановлені на башти «В» та «Y» «Рінауна».
До складу озброєння входили по одному винищувачу Sopwith Camel (старт з башти «Y») та двомісному розвіднику Sopwith Strutter (старт з платформи на башті «В»). Літаки зберігалися у влаштованих на палубах поруч з баштами імпровізованих ангарах зі стінками з брезенту. Перед стартом літак підіймався на платформу за допомогою системи талів. Через прогрес в авіації злітні швидкості зросли, і стало бракувати розміру платформ. У 1919—1922 роках літаки зняли, але платформи ще якийсь час залишалися на кораблях.
До питання оснащення літаками повернулися під час модернізацій. За віяннями того часу, крім розвідки, на кораблях був потрібний літак-коригувальник для ведення вогню на великій дистанції. Під час модернізації 1933—1936 років на «Ріпалсі» за другою трубою на місці установки 102-мм гармат встановили нерухому поперечну катапульту D-ll-H для запуску гідролітаків. Максимально крейсер міг приймати чотири літаки — один на катапульті, один поруч з нею на палубі та два в ангарі; на практиці обмежувалися одним-двома, максимум трьома літаками.
Спочатку використовувалися розвідники-коригувальники Fairey IIIF, але потім їх змінили на поплавкові розвідники-торпедоносці Swordfish TSR і розвідники-коригувальники Walrus. Для обслуговування літаків на кораблі з'явилося сховище авіаційного бензину у носовій частині нижче від ватерлінії та погріб авіаційного боєзапасу для патронів й авіаційних бомб.
Аналогічне обладнання було встановлено 1933 року і на «Рінауні», але без ангара, тому, як правило, на катапульті встановлювався один Fairey-IIIF. Спеціальний кран не встановлювався, і для роботи з літаком використовувалися шлюпочні стріли. В ході модернізації 1936—1939 років на «Рінауні» літакомісткість збільшили, обладнавши ангари. Крім цього, було встановлено нову поперечну катапульту D-III-H.
У зв'язку з появою радарів завдання коригування вогню та ближньої розвідки стали неактуальними, тому 1943 року все авіаційне обладнання з «Рінауна» було знято.

#### Радіоелектронне обладнання
| Радіолокаційні станції лінійних крейсерів типу «Рінаун» | Радіолокаційні станції лінійних крейсерів типу «Рінаун» | Радіолокаційні станції лінійних крейсерів типу «Рінаун» | Радіолокаційні станції лінійних крейсерів типу «Рінаун» | Радіолокаційні станції лінійних крейсерів типу «Рінаун» | Радіолокаційні станції лінійних крейсерів типу «Рінаун» | Радіолокаційні станції лінійних крейсерів типу «Рінаун» | Пеленгатор |
|                                                         | пошукові РЛС                                            | пошукові РЛС                                            | Артилерійські радари                                    | Артилерійські радари                                    | Артилерійські радари                                    | Артилерійські радари                                    | Пеленгатор |
|                                                         | надводних цілей                                         | повітряних цілей                                        | МЗА                                                     | загороджувального вогню                                 | ГК                                                      | ЗА                                                      | Пеленгатор |
|                                                         | Type 273                                                | Type 281                                                | Type 282                                                | Type 283                                                | Type 284                                                | Type 285                                                | FM-2       |
| ------------------------------------------------------- | ------------------------------------------------------- | ------------------------------------------------------- | ------------------------------------------------------- | ------------------------------------------------------- | ------------------------------------------------------- | ------------------------------------------------------- | ---------- |
| Довжина хвилі                                           | 10 см                                                   | 3,5-4 м                                                 | 50 см                                                   | 50 см                                                   | 50 см                                                   | 50 см                                                   |            |
| Потужність сигналу, кВт                                 | 5—90                                                    | 350                                                     | 25                                                      | 25                                                      | 25                                                      | 25                                                      |            |
| Дальнісь виявлення типової цілі, миль                   | 10—25                                                   | 120                                                     | 3,5                                                     | 8,5                                                     | 10                                                      | 8,5                                                     |            |
| км                                                      | 18,5—46                                                 | 220                                                     | 6,5                                                     | 15,7                                                    | 18,5                                                    | 15,7                                                    |            |
| «Ріпалс»                                                |                                                         |                                                         |                                                         |                                                         |                                                         |                                                         |            |
| серпень 1941                                            |                                                         |                                                         |                                                         |                                                         | 1                                                       |                                                         |            |
| «Рінаун»                                                |                                                         |                                                         |                                                         |                                                         |                                                         |                                                         |            |
| жовтень 1941                                            | 1                                                       | 1                                                       | 2                                                       | 3                                                       | 1                                                       | 2                                                       | 1          |
| середина 1944                                           | 1 (Type 273R)                                           | 1                                                       | 2                                                       | 3                                                       | 1                                                       | 4                                                       | 1?         |
| лютий 1945                                              | 1                                                       | 1                                                       | 2                                                       | 3                                                       |                                                         | 5?                                                      | 1?         |

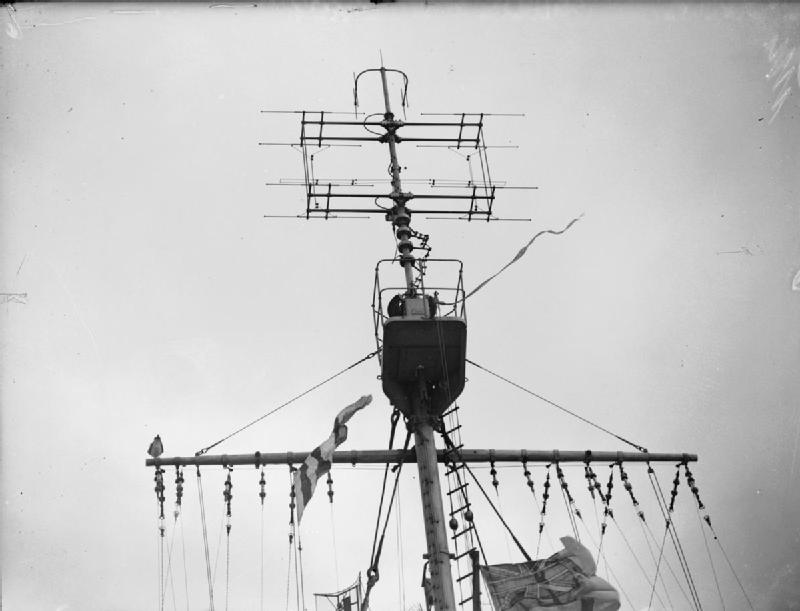
РЛС Type 281 на топі щогли крейсера «Свіфтшур».

Перші радари з'явилися на початку Другої Світової війни та стрімко розвивалися. У британському флоті першим у 1938 році був створений радар освітлення повітряної обстановки Type 79Y 7-метрового діапазону, здатний виявляти літаки на дальності до 50 миль. Подальшим розвитком стала його модифікація 1939 року Type 79Z зі збільшеною потужністю сигналу і дальністю. У 1940 році їм на зміну була розроблена радіолокаційна станція (РЛС) Type 279. Подальші зусилля були спрямовані на створення радара освітлення надводної обстановки. Наприкінці 1940 року була випробувана РЛС Type 281, що мала довжину хвилі 5 м. Її можливості виявлення надводних цілей були дуже скромними — дальність виявлення склала 11—12 миль. Значно кращою вона була у пошуку повітряних цілей — дальність склала до 120 миль, — і тому стала основною РЛС освітлення повітряної обстановки.
Одночасно тривала розробка РЛС управління артилерійським вогнем дециметрового діапазону. Першим у середині 1940 року був випробуваний радар Type 284 для управління вогнем головного калібру з довжиною хвилі 50 см, але він був важким і не підходив для управління зенітним вогнем. Була створена РЛС Type 285 з п'ятьма або шістьма спрямованими антенами (антенами Ягі), яка встановлювалася на постах керування вогнем далекобійної зенітної артилерії. Її застосування було визнано не надто вдалим через недосконалість систем керування зенітним вогнем. Щоб компенсувати недоліки, були розроблені пристрої ведення автоматичного загороджувального вогню (англ. Auto Barrage Units): вони автоматично давали залп зенітної артилерії з установленим на певну дистанцію підривником снаряда при досягненні ціллю заздалегідь обраної дистанції в діапазоні від 1000 до 5000 м. Система могла дати лише один залп, але значно підвищувала ефективність дії зенітної артилерії. Щоб підвищити шанс збиття, пристрої загороджувального вогню було встановлено і на гармати головного калібру крейсерів та лінкорів. Дані за дальністю їм видавала РЛС Type 283, подібна за характеристиками до Type 285, але вона мала лише дві антени Ягі.
Спрощений варіант радара Type 285, з двома антенами Ягі, отримав позначення Type 282 і застосовувався для управління вогнем малої зенітної артилерії. Він встановлювався насамперед на директори «пом-помів». Для потреб навігації до березня 1941 для есмінців і корветів був створений 10-см радар Type 271, який дозволяв виявити підводний човен на дальності до 5 км і під перископом на дальності 2,8 км. Його більш потужні версії Type 272 та Type 273 застосовувалися на крейсерах і лінкорах відповідно.
У 1943 році задля зниження ймовірності дружнього вогню радари Тип 281 були оснащені антенами системи розпізнавання «свій-чужий» Type 240 чи Type 243, а радари Type 273 — системи Type 242 чи Type 252.

### Бронювання
Броньовий захист був слабким місцем нових лінійних крейсерів. За наполяганням Фішера його зробили на рівні лінійних крейсерів першого покоління класу «Інвінсібл». Основу вертикального захисту складав 152-мм головний броньовий пояс. Він мав довжину 141 м і висоту 2,74 м, з яких при проєктній водотоннажності 26 500 т під водою було всього 0,46 м. При бойовій водотоннажності 30 835 т під воду заходило 1,3 м броньового поясу. У носовій частині пояс виготовлявся зі 102-мм плит. Закінчувався він 102-мм траверзом, що йшов по висоті від верхньої до нижньої палуби. Траверз мав складну форму, схожу на плужний снігоочисник на паротязі, — він йшов з нахилом верхньої кромки назад і одночасно під кутом від діаметральної площини на 27 шпангоуті до борту в районі 28 шпангоута.
У кормі проходив 76-мм пояс, який закінчувався 76-мм траверзом по 300-му шпангоуту. По висоті кормовий траверз йшов між головною і нижньою. палубами. Щоб компенсувати відсутність верхнього пояса, борт над головним поясом виготовлявся з двох 19-мм шарів високоміцної сталі — HT (англ. High-tensile steel). Крім того, кожухи димових труб над палубою півбака зашивалися листами HT завтовшки 25-38 мм.
Слабким був і горизонтальний захист. Палуба півбака виготовлялася зі сталі HT і до барбета першої башти головного калібру мала товщину 12,5 мм. В районі башт вона мала товщину 19 мм і далі в корму йшла товщиною 28-37 мм, включно з ділянкою навколо барбета башти «Y». Основною броньовою палубою була головна. В межах цитаделі вона йшла зі скосами товщиною 51 мм, а горизонтальна ділянка мала товщину 25 мм. У носовій частині в районі, прикритому 102-мм поясом, палуба була плоскою і мала товщину усього 19 мм. Далі в ніс бронювання товщиною 63 мм мала лише нижня палуба. У кормовій частині нижня палуба прикривала рульовий привод і також мала товщину 63  мм.
Лобова плита башт головного калібру мала товщину 229 мм, бічних стінок — 178 мм. Товщина барбетів теж становила 178 мм. Для башти «А» така товщина йшла аж до верхньої палуби, для башти «В» лише до палуби півбака, для «Y» — до головної броньової палуби. Барбети башт «А» і «В» далі до броньової палуби мали товщину 102 мм. При цьому барбет башти «А» в задній частині взагалі не бронювали. Барбет башти «Y» нижче броньової палуби також мав товщину 102 мм.
Бойова рубка мала 254-мм стінки та дах товщиною 76 мм. Командно-далекомірний пост головного калібру був поворотним, спереду захищався 152-мм бронею, а позаду 76-міліметровою. Стінки комунікаційної труби до рівня броньової палуби захищалися бронею 76-мм товщини. Пост керування торпедним вогнем на кормовій надбудові мав 76-мм стінки й 38-мм дах.
За результатами Ютландської битви захист нових лінійних крейсерів визнали відверто слабким. Його було вирішено посилити, у першу чергу горизонтальне бронювання. Всього було встановлено 550 т додаткової броні. Над машинними відділеннями на горизонтальну частину броньової палуби настелили два шари HT по 25  мм, на скоси — на 1,27 м нижче конструктивної ватерлінії один шар HT товщиною 51 мм; товщина горизонтальної ділянки стала 76 мм, а верхньої частини скосу — 102 мм. Головну палубу в районі погребів також посилили, додавши шар броні 25 мм, так що сумарна товщина стала 51  мм. У кормі на 63-міліметрову нижню палубу над приміщенням рульових машин додали 25-мм листи, довівши загальну товщину до 88 мм. На нижній палубі над погребами були додатково настелені плити товщиною 51 мм. Прорізи під димоходи в головній та нижній палубах прикрили броньовими ґратами, а нижню частину бойової рубки по шпангоутах 98 та 102 — 51-мм плитами. У ніс від погребів башти «А» і в корму від барбета башти «Y» бронювання нижньої палуби було доведено до 63  мм. На «Рінауні» ці роботи були завершені до квітня 1917 року. На «Ріпалсі» їх завершили трохи раніше.
Захист залишався недостатнім, тому наприкінці 1918 року було ухвалено рішення про його подальше посилення. Першим модернізацію пройшов «Ріпалс», зайшовши в док в Росайті в грудні 1918 року. Роботи тривали до 1920 року. В районі котелень та машинних відділень встановили додаткові бортові булі, підсилили протиторпедний захист. Головний 152-мм броньовий пояс був замінений на 229-міліметровий. Колишні 152-мм плити поставили над ним, прикривши борт між верхньою і головною палубами. В районі 286-го шпангоута по висоті між головною і нижньою палубами встановили 102-мм траверс, що огинав барбет башти «Y». Внаслідок укладання 25-мм плит над погребами боєзапасу товщину горизонтальної ділянки головної палуби довели до 76 мм і на скосах до 102 мм. Товщину нижньої палуби в районі погребів було збільшено з 51 до 76 мм. Встановлені при модернізації 533-мм бортові торпедні апарати з боку борту прикрили 63-мм бронею. Посилення барбетів та башт планувалося, але зроблене не було. Зростання водотоннажності становило 4500 довгих тонн.
Аналогічні роботи хотіли провести на «Рінауні», але через його зайнятість вони не могли відбутися раніше 1922 року. При його модернізації вирішили врахувати досвід експлуатації модернізованого «Ріпалса». Модернізація проводилася з травня 1923 по серпень 1926 року. 152-мм пояс зняли та замінили на 229-мм пояс, зі збільшенням висоти на 0,91 м до величини 3,65 м. Пояс складався з двох рядів плит: нижній мав висоту 0,91 м і був скошений по нижній кромці до 51 мм; плити верхнього ряду мали однакову товщину 229 мм, з яких 24 були взяті з броні, замовленої для чилійського лінкора «Альміранте Кохрейн». У кінцевих частинах замість скошених плит внизу відразу ставили плити товщиною 51 мм. 152-мм пояс, на відміну від «Ріпалса», не встановлювався. З цього моменту захист «сістершипів» став досить сильно відрізнятися.
В районі погребів головну броньову палубу на горизонтальній ділянці та скосах довели до 102 мм. В 4,57 м від діаметральної площини були встановлені 51-мм поздовжні перегородки на головній палубі. В районі котельних відділень зовні від нових перегородок на головну палубу додатково поклали 38-мм плити HT. На головну бронепалубу поклали додаткові плити гомогенної броні — її загальна товщина була доведена до 102 мм в районі погребів і 63 мм в районі машинних і котельних відділень.
Для захисту погребів від поздовжнього вогню на нижню палубу на ділянці 4,57 м в ніс від барбета «А» і на 7,62 м в корму від барбета башти «Y» на 63-мм палубу поклали 36-мм листи. Для зменшення ваги булі були легшої конструкції, а запаяні трубки встановлювалися лише в районі погребів. Всього на посилення захисту пішло близько 2600 тонн броні — 1020 т на палуби, 1050 т на булі й 904 т різниці ваги старого та нового бронепоясу.
До рівня «Рінауна» горизонтальне бронювання «Ріпалса» посилили в період модернізації, що проходила з квітня 1933 по травень 1936 року. При цьому був взятий до уваги досвід випробувань «Імперор оф Індіа» та «Мальборо», під час яких з'ясувалося, що монолітна палуба з гомогенної броні тримає снаряди краще, ніж декілька шарів палуби зі сталі високої міцності.
На головній палубі на ділянці над погребами, що складалася з трьох 25-мм шарів, третій шар замінили плитами броні товщиною 95 мм. Ці ділянки розташовувалися від середини барбета «А» до носової перегородки котельного відділення № 1 та від кормової перегородки машинного відділення до середини барбета «Y». На 6,1 м в корму від барбета «Y» замість шару 25-мм плит укладалися плити броні товщиною 89 мм. Над машинними відділеннями з трьох 25-мм шарів два верхніх замінили на плити товщиною 63 мм. В районі машинних відділень продовжили горизонтальну частину головної бронепалуби до борту, поставивши над скосом 89-мм плити нецементованої броні, які йшли горизонтально від верхньої кромки скосу бронепалуби до борта. У носовій частині на нижній палубі над погребами 102-мм гармат і бойових частин торпед замість декількох шарів залишили лише 19-мм палубу, на яку поклали 89-мм плити броні .
Під час кардинальної модернізації «Рінауна» у 1936—1939 роках зміни бронювання були мінімальними, переважно пов'язані із заміною матеріалу на інший тієї ж товщини. Так, над погребами встановленої 114-мм артилерії замінили сталь HT на сталь D (Ducol). Над ними на рівні головної палуби настелили броню товщиною 102 мм. Над машинними відділеннями на головну палубу настелили 51-мм плити. На головній палубі в носовій частині додатково теж поклали 51-мм плити, а в кормі на нижню додали броню товщиною 76-63 мм. Поздовжні перегородки між головною і верхньою палубами з боків від вентиляційних шахт котельних відділень зняли та встановили великі за площею 38-мм плити зі сталі D. Бічне бронювання барбетів головного калібру у башті «А» між головною і верхньої палубами, а у башті «В» між головною палубою і півбаком було посилено зі 102 до 152 мм.

#### Протиторпедний захист
Основу протиторпедного захисту становили бортові блістери — булі. Розвал шпангоутів в середній частині становив близько 8,5°. У підводній частині на цей борт «накладалися» булі, так що найбільша ширина корпусу у 27,45 м досягалася на рівні верхньої палуби та булів. В районі ватерлінії ширина корпусу була приблизно на 1,5 м меншою. Внутрішня перегородка, що відділяла буль від корпусу, була практично плоскою і виготовлялася зі сталі товщиною 19 мм. Вона грала роль протиторпедної перегородки. Зовнішня стінка буля мала складну форму і виготовлялася зі сталі товщиною 15  мм. Вона починалася як продовження скосу бронепалуби на 0,46 м нижче ватерлінії при проєктній водотоннажності, потім переходила у зовнішній борт і загиналася по великому радіусу, зустрічаючись з подвійним дном.
Булі додатково ділилися поздовжніми перегородками на дрібніші порожнини, значна частина яких зазвичай використовувалася для зберігання нафти. Щоб виключити гідравлічний удар при підводному вибуху, внутрішня порожнина залишалася порожньою і грала роль своєрідної фільтраційної камери. Загальна товщина перегородок була до 50 мм. Найбільша ширина булів становила 4,3 м, що було хорошим показником на ті часи. Адміралтейство оцінило конструкцію високо, вважаючи її досконалішою, ніж застосовану на лінкорах класів «Квін Елізабет» і «Рівендж». Деякі сумніви викликала лише недостатня товщина головної протиторпедної перегородки. На початковій стадії будівництва її хотіли підсилити, довівши до 38 мм у нижній і 51 мм у верхній частині. Однак це вилилося б у 700 т додаткової водотоннажності, тому від цих планів відмовилися. Як уже згадувалося раніше, в процесі модернізацій ширину булів ще збільшили шляхом додаткових наділок.

### Енергетична установка

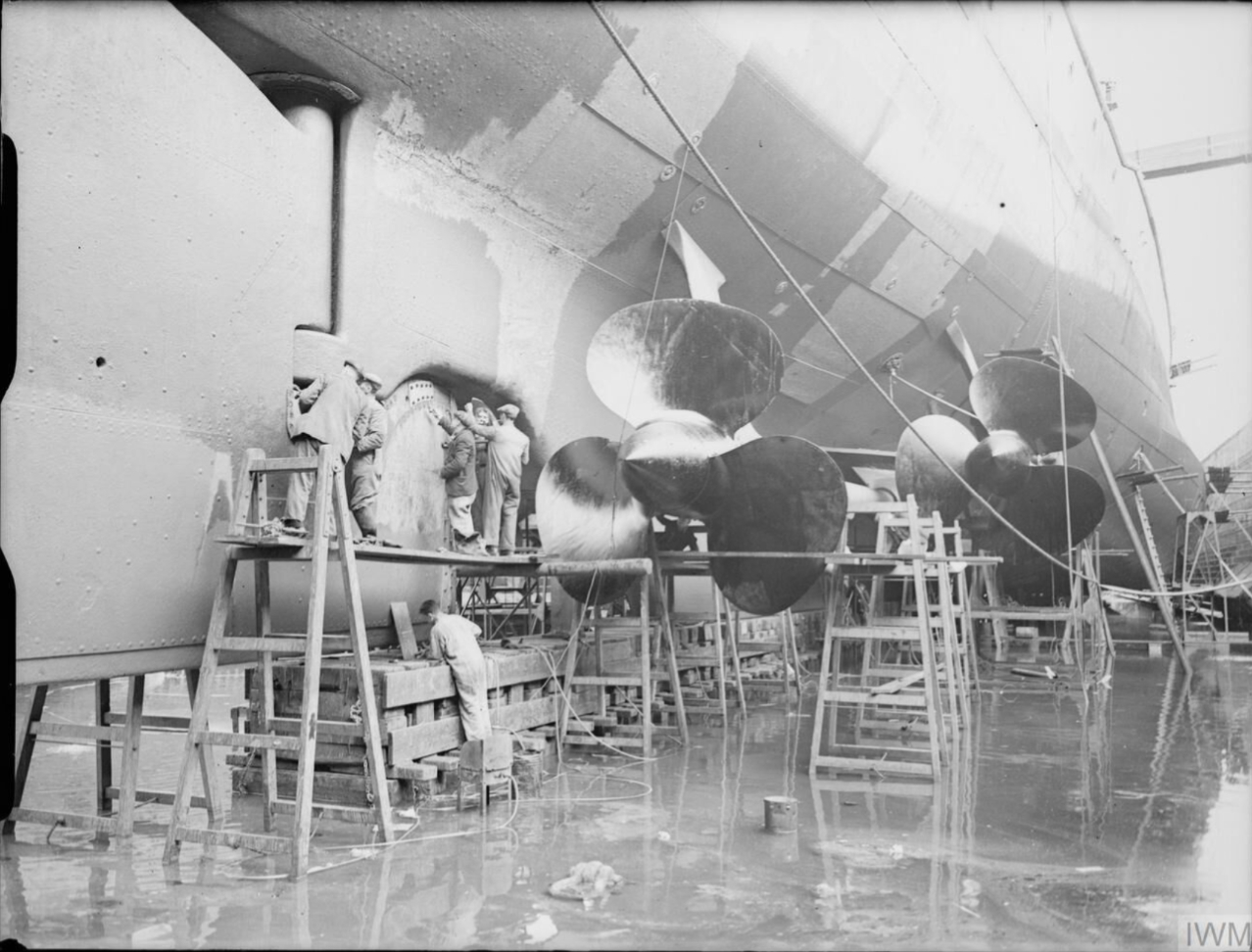
Вид на гвинти правого борта «Ріпалса», що перебуває в доці

Спочатку для нових лінійних крейсерів планувалося використати силову установку з котлами з підвищеними параметрами пари й трубками малого діаметру, а також нову конструкцію турбін. Це повинно було значно заощадити вагу силової установки, яка за попередніми розрахунками повинна була становити 5100 т при потужності у 110 000 к.с.(82,03 МВт). Однак їх розробка вимагала тривалих термінів, тому через поспіх у будівництві було взято за основу силову установку «Тайгера».
В цілому компонування машинно-котельних відділень скопіювали з «Тайгера». Позаяк форсована потужність передбачалася у 120 000 к. с. (89,48 МВт), було додано ще одне відділення з трьома котлами. За розрахунками у форсованому режимі крейсери мали б розвивати 32 вузли при 275 обертах валів на хвилину. На випробуваннях 18 серпня 1916 року «Ріпалс» при водотоннажності 29 900 т показав швидкість 31,73 вузли за потужності 118 913 к.с. та 274,7 об/хв. «Рінаун» при водотоннажності 27 900 т показав швидкість 32,58 вузли при 126 300 к.с. на валах при 281,6 об/хв. Якщо не враховувати «Глоріес» та «Корейджес» до появи «Гуда» у 1920 році вони стали найшвидшими кораблями основного типу.
Пару виробляли 42 водотрубні котли системи Бабкок-Вілкокса з товстими трубками й нафтовим опаленням. Робочий тиск котлів становив 16,5 атм, максимальний — 20. Котли стояли у шести котельних відділеннях. У відділенні «А» стояло 3 котли, у «В» сім, в чотирьох наступних — «С», «D», «Е» і «F» — по 8 котлів. Загальна нагрівальна поверхня становила 14 605 м².
Машинне відділення № 1 було розділене поздовжньою перегородкою у діаметральній площині на два турбінних відсіки. Усі турбіни були системи Брауна-Кертіса з прямим приводом на вали. У комплект турбін одного відсіку входили турбіни високого тиску переднього і заднього ходу, розміщені в одному корпусі з приводом на зовнішній вал, і турбіни низького тиску переднього і заднього ходу, також у загальному корпусі, з приводом на внутрішній вал. Розташування турбін в іншому відсіку було дзеркальним.
Слідом йшло машинне відділення № 2, також розділене поздовжньою перегородкою на два відсіки. У кожному відсіку знаходилися по два головних і одному допоміжному холодильнику та одному опріснювальному агрегату з добовою продуктивністю у 490 т води.
Все обладнання турбінних відсіків виготовлялося фірмами-будівельниками. Використання консервативної силової установки призвело до зростання її маси — вона становила 5780 т. При цьому довжина котельних відділень була 59,45 м, а турбінних — 34,15 м.
Нормальний запас палива становив 1000 т нафти та 100 т вугілля для побутових потреб. Повний запас палива за проєктом становив 4000 т нафти та 100 т вугілля. Розрахункова дальність становила 3100 миль на 26,5 вузлах, 4000 на 19 і 4800 миль на 18 вузлах. Однак ці цифри брали до уваги витрату палива лише на головну установку і не враховували витрати пари на допоміжні механізми. Тому на службі й так скромні значення дальності були ще меншими — 2700 миль на 25 вузлах, а дальність у 4700 миль досягалася при зниженні швидкості до 12 вузлів. Спочатку «Рінауни» діяли у домашніх водах, тому це не вважалося недоліком. Однак після закінчення війни їх зона дії розширилася, і велика дальність стала проблемою.
Для виробництва електроенергії встановили два генератори по 200 кВт з приводом від парових машин і один турбогенератор на 200 кВт. Для забезпечення потреб корабля на стоянці при непрацюючих котлах призначався один дизель-генератор на 150 кВт. Генератори виробляли постійний струм напругою 220-240 V, який подавався на головний розподільний щит, а вже від нього живилися споживачі.

## Модернізації

### «Ріпалс»

#### Модернізація 1918—1921 років
2 грудня 1918 «Ріпалс» був поставлений у док Портсмутської корабельні, де до 1 січня 1921 року тривала його модернізація, що обійшлася скарбниці у 860 684 фунти стерлінгів. Було посилено захист: замінений броньовий пояс, посилені палуби, з 31 по 292 шпангоут встановлені додаткові протиторпедні булі. Встановлені блістери ділилися першою поздовжньою перегородкою на верхню і нижню частини. Другою перегородкою верхня частина додатково поділялася на внутрішню і зовнішню частини; ця ж перегородка ділила нижню частину булів зі 142 по 248 шпангоути. І верхня, і нижня внутрішні частини заповнювалися трубами, що були запаяні з обох торців, щоб забезпечити додаткову плавучість при попаданні торпеди. Щоб булі не розривалися шлюпками при причалюванні, на них у трьох місцях з кожного борту були змонтовані привальні бруси. Ширина корабля при цьому зросла до 30,8 м, що призвело до необхідності подовжити стріли шлюпочних кранів на 1,2 м.
На верхній палубі встановили чотири двотрубних торпедних апарати — одна пара між трубою та грот-щоглою, друга перед зрізом півбака. Встановлено було також три 9,14-м далекоміри — в баштах «А» і «Y» та на броньованому посту керування стрільбою на бойовій рубці. У башті «Y» 9,14-м далекомір встановили замість 4,57-м, в інших місцях на додаток до старого 4,57-м далекоміра. Всі погреби боєзапасу отримали додаткову теплоізоляцію та систему кондиціонування.
Палубу півбака до шпилів і верхню палубу від зрізу півбака зашили дерев'яним настилом. Між трубами було встановлено додаткову радіорубку. Адміральський місток розширили та подовжили у корму, розмістивши на ньому додаткові сигнальні та спостережні пости. На грот-щоглі була встановлена брам-стеньга.
Під час модернізації приріст водотоннажності становив близько 4500 т, але внаслідок розширення бортових булів осадка зросла лише на 0,3 м.

#### Ремонти 1922—1926 років
1922 року були зняті два 914-мм прожектори із задніх постів кормової димової труби. Під час ремонту в листопаді — грудні 1924 року встановили чотири одноствольні 102-мм/45 зенітні гармати Mk.V на установках Mk.NI замість двох 76-мм гармат, що стояли по боках від димової труби, і двох 102-мм гармат Mk.lX у носовій частині спардеку.
З листопада 1925 по липень 1926 року був проведений поточний ремонт. 1925 року для плавання принца Уельського в Південну Африку і Південну Америку для нього і свити між трубами спорудили додаткове приміщення. В ході ремонту 1925—1926 років його демонтували. Крім того, були зняті фор-марс-стеньга і рея передавальної антени; кріплення головної передавальної антени перенесли на задню частину фор-марса. Було змінено планування містка, і на фор-марсі встановлено пост керування зенітним вогнем.

#### Модернізація з квітня 1933 по травень 1936 року
У процесі модернізації, що проводилась в Портсмуті, було посилено горизонтальний захист. Демонтували кормовий броньований пост керування стрільбою. Інших змін бронювання не проводилося через відсутність резерву водотоннажності. Для компенсації зростання водотоннажності довелося видалити труби з булів, а самі булі злегка переробили в краях і посилили їхню верхню частину.
Було встановлено авіаційне озброєння — ангари з боків труби й поперечна нерухома катапульта D-II-Н. Крім усього іншого, зняли підводні торпедні апарати, їхні відсіки переобладнали у комори.
Замість триствольної 102-мм установки, знятої для розміщення катапульти, на платформах кормової надбудови з боків від грот-щогли встановили зенітки 102-мм/45 Mk.XV у двох міжпалубних двоствольних установках Mk.XVIII. Змінилося розміщення чотирьох раніше встановлених 102-мм зеніток: дві поставили на даху ангарів з боків від димової труби, а ще дві з боків від носової димової труби, на спеціально облаштованих для цього спонсонах на палубі півбака. Посилили й зенітне озброєння ближнього радіуса дії, встановивши дві восьмиствольні 40-мм установки «пом-помів» Mk.VI. Вони були розміщені на майданчиках платформи бойової рубки з боків від димової труби. На рівень вище «пом-помів» встановили два 4-ствольних зенітних кулемети «Вікерс» Mk.II* на установках Mk.IH.
Оновився склад приладів керування зенітним вогнем. Був модернізований зенітний пост на фор-марсі, поверх нього влаштували відкритий спостережний пункт. Для керування зенітною артилерією дальнього радіуса дії на фор-марсі встановили пост керування зенітною стрільбою HACS Mk.II, а на кормовій надбудові змонтували пост HACS Mk.I*. Для керування «пом-помами» на фор-марсі по бортах встановили два пости Mk.I*.
На компасній платформі трохи збільшили площу компасного майданчика, а на крилах платформи змонтували по одному візиру системи «Евершед» (англ. «Evershed»). Далекоміри з базою 2,74 м перенесли на нижній місток, а на їхнє місце встановили два далекоміри з базою 3,65 м.
Нижній місток був розширений і оснащений крилами, на які й перенесли далекоміри та два 914-мм прожектори з сигнальної платформи. В задній частині сигнальної платформи були облаштовані платформи для чотириствольних 12,7-мм кулеметів, а 914-мм прожектори перенесли на нижній місток. Замість пари сигнальних 610-мм прожекторів встановили чотири 457-мм.
Платформу бойової рубки для встановлення «пом-помів» подовжили у корму, так що вона дійшла до дахів авіаційних ангарів, утворивши загальну навісну палубу. На ній між трубами обладнали шлюпкову майстерню, де зберігали й запчастини для гідролітаків.
Замість старих прожекторних постів на кормовій трубі були змонтовані дві нові платформи з 914-мм прожекторами та постами керування ними.
На кормовій надбудові, окрім влаштованих крил спардека під 102-мм спарені гармати, відкритий ходовий місток продовжили в ніс до грот-щогли та зняли зенітний далекомір з поста керування стрільбою 102-мм протимінних гармат.
Шлюпки з палуби півбака перенесли на дахи встановлених ангарів, замінивши старі парові катери на моторні. З грот-щогли зняли вантажну стрілу, і тепер всі функції по роботі з плавзасобами перейшли до літакових кранів.
Всього модернізація «Ріпалса» обійшлася у 1 377 748 фунтів стерлінгів. На випробуваннях 31 січня 1936 крейсер зміг розвинути 28,36 вузла при потужності в 112 400 к. с. (83,82 МВт).

#### Ремонт 1938—1939 років у Портсмуті
«Ріпалс» планувалося використати як королівську яхту для подорожі королівського подружжя зі свитою до Канади, і для їхнього розміщення хотіли переобладнати каюти старших офіцерів, а замість кормової триствольної 102-мм установки влаштувати прогулянковий майданчик. У підсумку від використання «Ріпалса» у вояжі відмовилися і тому обмежилися поточним ремонтом з заміною зенітного озброєння. Замість експериментальних 102-мм спарених були поставлені дві одноствольні 102-мм зенітні гармати Mk.V на верстатах Mk.IV. На платформі керування протимінними гарматами на грот-щоглі встановили два чотириствольних 12,7-мм кулемети. Ремонт закінчили у квітні 1939 року.

#### Зміни під час війни
Восени 1940 року замість кормової триствольної 102-мм установки на спардеку встановили 8-ствольний «пом-пом». У серпні 1941 року під час ремонту в Росайті встановили вісім одноствольних 20-мм «Ерліконів» та замінили зношені стволи на чотирьох 102-мм зенітках. Для керування стрільбою головного калібру встановили РЛС керування стрільбою головного калібру Type 284.
У вересні 1941 року «Ріпалс» планувалося відправити до США для модернізації з посиленням зенітного озброєння й установкою нових РЛС. Точний план модернізації не відомий, тому що замість неї корабель відправили на Далекий Схід. Імовірно, існували плани зняти всі 102-мм триствольні та одноствольні установки, замінивши їх на сім спарених установок 102-мм гармат Mk.XVI, і встановити три РЛС керування зенітним вогнем Type 282 і три Type 285.

### «Рінаун»

#### Ремонт з листопада 1920 по вересень 1921 року
«Рінаун» був обраний для плавання принца Уельського в Азію, тому модернізацію за типом «Ріпалса» довелося відкласти. Під час підготовки до плавання, крім поточного ремонту, з крейсера зняли 102-мм установку № 5, а платформу, на якій стояла установка № 4, продовжили в корму, так що утворився навіс над місцем колишньої установки № 5. Був укладений дерев'яний настил на верхню палубу від зрізу півбака в корму, на палубу півбака і надбудови. 4,57-м далекомір на башті «Y» замінили на новий 9,14-м. Під рухомим броньованим постом керування стрільбою на бойовій рубці додатково встановили 6,09-м далекомір. Навколо кормової димової труби обладнали нові приміщення для розміщення свити. З гарматних башт зняли майданчики для літаків. Ремонт обійшовся скарбниці у 276 256 фунтів стерлінгів.

#### Модернізація з травня 1923 по серпень 1926 року в Портсмуті
Заплановану модернізацію почали лише 1923 року. Кардинальних змін зазнало бронювання: було замінено пояс і посилено горизонтальний захист. Встановлені булі відрізнялися по конструкції від встановлених на «Ріпалсі» і порожніми трубами заповнювалися лише ділянки навпроти погребів.
Хоча спершу планували установку двох чотиритрубних палубних торпедних апаратів, зрештою від неї відмовилися. На своє місце повернули триствольну 102-мм установку № 5. Дві 76-мм зенітки та дві 102-мм гармати Mk.IX зняли зі спардека, замінивши їх на чотири 102-мм/45 зенітки Mk.V на одноствольних лафетах Mk.NI.
На даху фор-марса розмістили пост ккрування зенітним вогнем. Були зняті фор-марс-стеньга і рей передавальної антени. Головну передавальну антену закріпили на кормовому краю фор-марса. З задніх постів кормової димової труби зняли два 914-мм прожектори. Загальний кошторис робіт становив 979 927 фунтів стерлінгів.

#### Ремонт 1931—1933 років
Між 1931 роком та червнем 1932 року проводився ремонт у Портсмуті. Під час ремонту було підсилено зенітне озброєння. Для розміщення двох восьмиствольних 40-мм автоматів «пом-пом» платформу бойової рубки продовжили в корму, проте автоматів бракувало, і була змонтована лише одна установка Mk.V з постом керування по правому борту. На даху фор-марса встановили зенітний пост HACS Mk.I для керування 102-мм зенітками. З кормової труби зняли обидва прожекторних пости.
Під час ремонту 1933 року зняли 102-мм установку № 3, і на її місце поставили катапульту для літака. Встановили 40-мм установку Mk.V по лівому борту, але без поста керування. Над «пом-помами» були змонтовані два чотириствольні 12,7-мм зенітних кулемети.

#### Модернізація з вересня 1936 по 2 вересня 1939 року

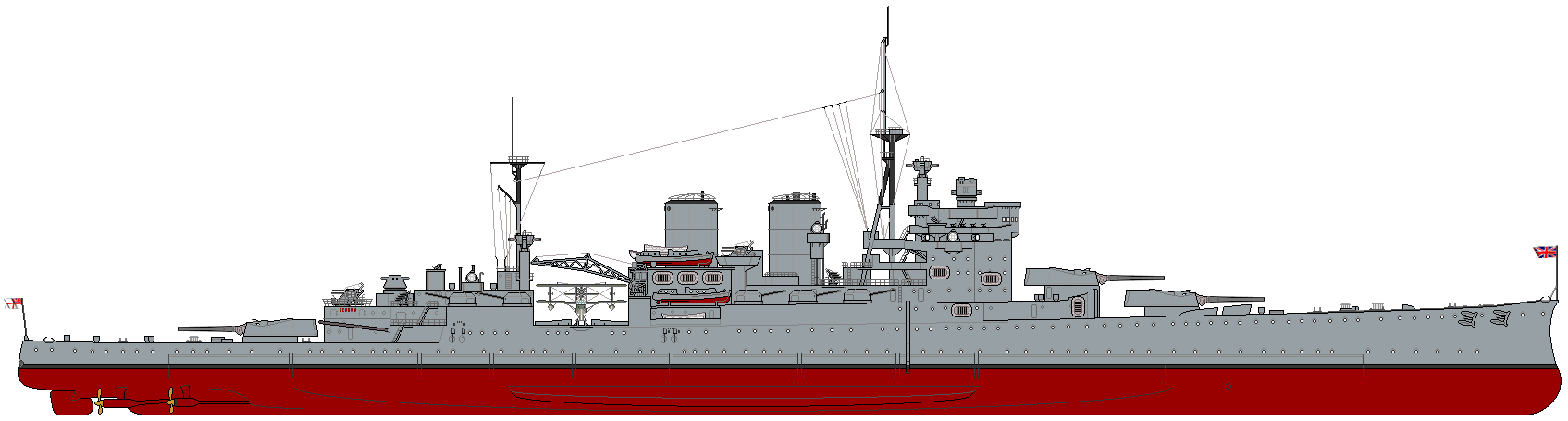
«Рінаун» після модернізації 1939 року

Крейсер пройшов капітальну модернізацію, аналогічну тій, що проводилася на лінійному кораблі «Ворспайт». Оновили енергетичну установку, посилили палубне бронювання, модифікували артилерію головного калібру і повністю замінили допоміжну.
381-мм башти було демонтовано і відправлено на завод, де модернізовано до рівня Mk.I*(N) зі збільшенням кута піднесення до 30°. Броньований рухомий купол з бойової рубки перенесли на кормову надбудову; на його місці обладнали новий командно-далекомірний пост керування стрільбою головного калібру. Усього на «Рінауні» тепер стояли один 9,14-м далекомір на башті «В» і чотири 4,57-м далекоміри — у баштах «А» і «Y» та по одному на носовому і кормовому постах керування головного калібру.
Замість старих 102-мм гармат було встановлено 20 114-мм гармат Mk.I-III у 10 двоствольних «міжпалубних» установках Mk.I. Вони розміщувалися двома групами — з кожного борту на спардеку по три в носі та по дві в кормі. Усі установки могли вести вогонь на борт. Але в корму могла стріляти обмежена кількість гармат, а ведення вогню прямо по носі було практично неможливим. Для нових гармат був потрібен збільшений боєзапас, що призвело до необхідності збільшення об'єму погребів. Місце під них знайшли користуючись з вивільнення об'єму, який займала енергетична установка.
Зенітне озброєння доповнювали три восьмиствольні 40-мм установки «пом-пом» Mk.VI — дві стояли на піднесених платформах між трубами, а одна в кормовій частині спардека. Крім них, до озброєння входили чотири чотириствольні 12,7-мм кулемети — по два в носовій та кормовій частинах спардека.
Нарешті були зняті підводні торпедні апарати та встановлено вісім надводних 533-мм торпедних апаратів — по дві труби в районі кормової димової труби й грот-щогли з кожного борту. Катапульту для літаків замінили на нову типу D-III-H, і змонтували ангари для літаків.
Водотоннажність на модернізацію вдалося знайти шляхом заміни енергетичної установки на нову. На цьому вдалося заощадити близько 2800 т. Два носових котельні відділення звільнили від котлів і розмістили тут допоміжні котли, погреби носової групи 114-мм гармат, обчислювальний пост системи керування зенітними гарматами та паливо.
У чотирьох котельних відділеннях, що залишилися, розмістили вісім нових триколекторних котлів адміралтейського типу. Котли з робочим тиском 28 атм замість колишніх 20 були розміщені по два у кожному відділенні, при цьому в діаметральної площині вони додатково відділялися один від одного поздовжньою водонепроникною перегородкою. Внаслідок більшої компактності вдалося встановити по бортах від котлів додаткову 19-мм перегородку. Утворені додаткові відсіки збільшували ефективність протиторпедного захисту та могли використовуватися для зберігання палива і прісної води.
Замість турбін з прямим приводом поставили нові турбозубчасті агрегати. Вони були компактнішими, і турбіни з редуктором вдалося розмістити в машинному відділенні № 1. Для збільшення живучості його розбили поперек перегородкою на два відсіки: в передньому стояли турбіни, в задньому — редуктори. Машинне відділення № 2 звільнили від устаткування і розмістили в ньому погреби кормової групи 114-мм гармат. У поздовжніх перегородках, що розділяли машинні відділення, замінили матеріал, зробивши їх зі сталі D.
Повністю оновили допоміжне обладнання, замінивши турбогенератор та встановивши нові дизель-генератори, гідравлічні помпи та електромотори. Де це було можливо, приводи замінили на електричні. Переробили водовідливну систему, встановивши сім помп продуктивністю 350 м³/год кожен.
Суттєво змінився зовнішній вигляд крейсера. Всі надбудови були зняті та виконані наново. Спардек зробили по ширині корпусу, що полегшило розміщення зенітної артилерії. Внаслідок зменшення кількості котелень обидві димові труби зсунули в корму. Вони стали вищими, ширшими та сплюсненими з боків. Носову надбудову зсунули далі в ніс. Вона мала масивну та незграбну форму, нагадуючи улаштовану на «Ворспайті». Важку бойову рубку зняли, а листами сталі товщиною 19-38 мм посилили лише штурманську рубку і розташовані поруч приміщення шифрувальників. Крім того, протиосколковою бронею прикривалися лише пости керування головної та допоміжної артилерії.
Повністю замінили системи керування вогнем і радіотехнічне обладнання. Для керування вогнем 114-мм гармат встановили чотири комбінованих пости. До складу кожного входили зенітний пост HACS Mk.IV та пост ведення залпового вогню по надводних цілях адміралтейського типу AFCC Mk.VII. Єдиним для них був директор-цілевказівник HA/LA. Нові пости керування отримали «пом-поми». Повністю замінили радіоустаткування, встановивши 6 передавальних і 7 приймальних станцій та пристрої УКХ зв'язку. Встановили сучасний середньочастотний пеленгатор типу FM-2 з рамковими антенами на передній стінці містка і нове метеообладнання.
Замінили прожекторне обладнання, встановивши шість 112-см прожекторів. Також залишили чотири 61-см і чотири сигнальних 25,4-см прожектори.
З 10 по 15 травня 1939 року проводили ходові випробування, під час яких на мілководді крейсер показав швидкість 29,93 вузла при потужності 120 560 к. с. (89,97  МВт) і водотоннажності 32 800 т. За розрахунками на глибокій воді швидкість була б на 0,75 вузла більшою. У подальшій експлуатації крейсер зміг досягти 30,1 вузла при водотоннажності в 34 800 т. Вартість модернізації становила 3 088 008 фунтів стерлінгів.

#### Зміни під час війни
З 18 серпня 1941 по 31 жовтня 1941 року під час ремонту у Росайті були встановлені опори під стійки грот-щогли. Зенітне озброєння підсилили, додавши шість 20-мм «Ерліконів». Поставили дві РЛС Type 285 на пости керування зенітним вогнем, одну РЛС Type 284 на носовий командно-далекомірний пост головного калібру, замість кормового «пом-пома» встановили три пости керування загороджувальним вогнем з РЛС Type 283 на кожному. Були змонтовані РЛС виявлення надводних цілей Type 281 та Type 273. Антени першої стояли на верхівках щогл, а другої на зірці фок-щогли. На лобовій частині надбудови був встановлений середньочастотний пеленгатор типу РМ-2. На нижньому містку встановили два далекоміри з базою 2,74 м.
До осені 1942 року зняли всі 12,7-мм кулемети та додали десять одноствольних 20-мм «Ерліконів». 
Під час наступного ремонту у Росайті з 22 лютого 1943 року по 9 червня 1943 року зняли все авіаційне обладнання. Шлюпки й катери з ангарів спустили на місце, що звільнилося від знятої катапульти. Додали три одноствольних та 13 спарених «Ерліконів».
З грудня 1943 по січень 1944 року знову ремонт в Росайті. На даху башти «В» встановили чотириствольний 40-мм «пом-пом». 20-мм автомати, що стояли тут, перенесли в інше місце. Додали п'ять одноствольних та сім спарених «Ерліконів».
З грудня 1944 по 21 лютого 1945 року у Дурбані додали два одноствольних «Ерлікони». Зняли ще два 112-см прожектори з кормової надбудови. Замість РЛС Type 284 поставили РЛС Type 285.
У квітні 1945 року у Англії зняли 533-мм торпедні апарати. У травні 1945 року зняли всі шість 114-мм артилерійських установок носової групи.

## Представники
| Найменування | Корабельня                                 | Закладений    | Спущено на воду | Введений у дію   | Доля                                                                        |
| ------------ | ------------------------------------------ | ------------- | --------------- | ---------------- | --------------------------------------------------------------------------- |
| «Рінаун»     | Fairfield, Гован                           | 25 січня 1915 | 4 березня 1916  | 20 вересень 1916 | Розібраний на метал у Фаслейні, 1948                                        |
| «Ріпалс»     | John Brown & Company, Клайдбанк, Шотландія | 25 січня 1915 | 8 січня 1916    | 18 серпня 1916   | Потоплений японською авіацією під час бою біля Куантана 10 грудня 1941 року |

Швидше за все через відсутність підтримки Фішера, будівництво запізнилося щодо початкового розкладу на кілька місяців. Однак все одно термін будівництва для кораблів таких розмірів був рекордним, особливо з огляду на реалії воєнного часу. Обидва кораблі були готові влітку 1916 року. «Ріпалс» під час випробувань в серпні 1916 року за водотоннажності 29 900 т зміг розвинути 31,7 вузла, що частково виправдано бурхливим морем під час випробувань. «Рінаун» у вересні 1916 року при водотоннажності 27 900 т, ближчій до проєктної, досяг швидкості 32,6 вузла.

### «Ріпалс»
У роки Першої світової війни «Ріпалс» входив до складу Гранд Фліту. Єдиним боєм, в якому йому довелося брати участь, був бій в Гельголандській бухті 17 листопада 1917 року, в ході якого британці планували вдарити по німецьких мінно-тральних силах, прикритих міноносцями та легкими крейсерами. Бій звівся до переслідування британцями німецьких кораблів. «Ріпалс» входив до складу далекого прикриття британських сил, проте був відправлений на посилення атакувальної групи. Завдяки високій швидкості лінійному крейсеру вдалося наздогнати противника та відкрити по ньому вогонь. «Ріпалс» домігся одного попадання 381-мм снарядом у крейсер «Кенігсберг» вже на відході, коли британці вирішили не вступати у перестрілку з двома німецькими дредноутами, що прийшли на допомогу своїм крейсерам.
12 грудня 1917 року «Ріпалс» зазнав зіткнення з лінійним крейсером «Австралія», але пошкодження були мінімальні. Після закінчення Першої світової війни крейсер увійшов до складу ескадри лінійних крейсерів Атлантичного флоту. У проміжках між тривалими модернізаціями він встиг взяти участь у декількох дипломатичних місіях. З листопада 1923 по вересень 1924 року разом з лінійним крейсером «Худ» та чотирма легкими крейсерами здійснив похід в Австралію. З червня 1936 по серпень 1938 року перебував у складі Середземноморського флоту, тільки навесні 1937 року повернувшись до Англії для участі в урочистостях на Спітгедському рейді на честь коронації Георга VI.
Початок Другої світової війни застав «Ріпалс» у Скапа-Флоу у складі ескадри лінійних крейсерів Флоту метрополії. На початку жовтня «Ріпалс» брав участь у спробі перехоплення виявленого авіацією німецького лінкора «Гнейзенау». Залишаючись в Північному морі, займався прикриттям конвоїв із залізною рудою з Нарвіку до Англії. На початку грудня 1939 року ескортував конвой з військами з Канади до Європи. У квітні — червні 1940 року брав участь у норвезькій кампанії британського флоту, але у бойових діях участі не брав.
Досвід Норвезької кампанії довів, що зенітне озброєння крейсера недостатнє, тому його вирішили використовувати у тих районах, де загроза нальотів авіації буде зведена до мінімуму. З кінця 1940 року «Ріпалс» займався здебільшого супроводженням конвоїв у центральній та південній Атлантиці. У вересні 1941 року пішов на Далекий Схід з конвоєм WS-11. 28 листопада в Коломбо разом з лінкором «Прінс оф Вейлз» увійшов до складу з'єднання «Z». 2 грудня 1941 року обидва кораблі вирушили до Сінгапура. З початком військових дій командувач східним флотом адмірал Філліпс вирішив відправити з'єднання для перехоплення японського конвою з військами для захоплення Малаї. «Прінс оф Вейлз», «Рінаун» і чотири есмінці вийшли з Сінгапура 8 грудня. Вони мали надію перехопити конвой вранці 10 грудня.
З'єднання «Z» було виявлене японцями і вранці 10 грудня біля Куантану було кілька разів послідовно атаковане береговою авіацією. Британське з'єднання йшло на швидкості у 25 вузлів. Під час першої атаки «Ріпалс» отримав лише одне влучення 250-кг бомби в дах ангара, що не завдало особливих ушкоджень. Друга і третя атаки були безрезультатними. Під час четвертої атаки торпедоносців крейсер ухилився як мінімум від 19 торпед, але одна з них все ж таки потрапила у лівий борт трохи позаду кормової димової труби. Попри пошкодження, крейсер зберіг керованість і міг підтримувати хід у 25 вузлів. Під час п'ятої атаки японські торпедоносці зайшли з різних сторін і домоглися чотирьох влучень. Перша торпеда влучила в лівий борт в район башти «Y». Від струсу заклинило стерно і крейсер втратив керованість. У підсумку «Ріпалс» отримав ще три попадання: одне у правий борт у район котельних відділень і ще два у лівий — у район машинного відділення і далі в корму від башти «Y». Крейсер почав кренитися і через 8 хвилин після першого попадання перекинувся через лівий борт та затонув. Разом з кораблем пішли на дно 427 з 1309 членів екіпажу. Координати загибелі крейсера 3°45′ пн. ш. 104°24′ сх. д. / 3.750° пн. ш. 104.400° сх. д..

### «Рінаун»
У роки Першої світової війни «Рінаун» входив до складу Гранд Фліту. Його діяльність здебільшого звелася до рідкісних, зазвичай навчальних, виходів у море. У міжвоєнний період «Рінаун» перебував у складі ескадри лінійних крейсерів Атлантичного флоту, здійснюючи походи у ролі королівської яхти, які переривалися постійними ремонтами та модернізаціями. Одразу після закінчення Першої світової «Рінаун» використовувався як королівська яхта для візитів Принца Уельського за кордон, зробивши три тривалих походи. З серпня по грудень 1919 року він здійснив плавання у Північну Америку, з березня по листопад 1920 року — в Австралію, та з жовтня 1921 по червень 1922 року — в Індію. 1927 року крейсер здійснив візит до Австралії з майбутнім королем Георгом VI. З січня по травень 1936 крейсер входив до складу Середземноморського флоту, повернувшись потім на трирічну модернізацію у метрополію, яка завершилася за день до вступу Великої Британії у війну.
Для боротьби з німецькими рейдерами союзники утворили декілька пошуково-ударних груп. У жовтні «Рінаун» разом з авіаносцем «Арк Ройал» увійшов до складу З'єднання K, яке базувалося у Фрітауні. Група займалася у Південній Атлантиці пошуками «кишенькового лінкора» «Адмірал граф Шпеє». Після отримання звістки про перехід «Шпеє» до Індійського океану крейсер перевели до складу З'єднання H, яке базувалося у Кейптауні.
Наприкінці 1939 року «Рінаун» повернувся до Англії. У лютому 1940 року знову діяв разом з «Арк Ройалем». З'єднання з 16 лютого по 3 березня 1940 року займалося перехопленням німецьких торгових суден, що проривалися з іспанського порту Віго до Німеччини. У квітні 1940 року «Рінаун» брав участь у Норвезькій компанії. 9 квітня 1940 року на захід від Лофотенських островів в умовах шторму вступив у перестрілку з німецькими лінкорами «Шарнгорст» та «Гнейзенау». За час бою крейсер випустив 230 381-мм та 1065 114-мм снарядів, домігшись 1 попадання 381-мм снарядом та двох 114-мм снарядами. Сам «Рінаун» отримав у відповідь два влучення, але снаряди не розірвалися, а тому пошкодження не були серйозними. З квітня по травень 1940 крейсер провів ремонт бойових ушкоджень та наслідків шторму. Після завершення ремонту встиг взяти участь в завершенні норвезької компанії. 8-10 червня 1940 року «Рінаун» разом з «Ріпалсом» без успіху намагалися перехопити «Шарнгорст» і «Гнейзенау».
У серпні 1940 року його перевели у Гібралтар до складу утвореного з'єднання «H». Брав участь у полюванні на німецькі рейдери «Адмірал Шеєр» та «Адмірал Гіппер», та супроводжував британські конвої у Середземному морі.
. У березні 1941 року в Атлантику прорвалися «Шарнгорст» і «Гнейзенау», тому «Рінаун» на додачу займався прикриттям конвоїв на переході між Гібралтаром і Сьєрра-Леоне. 24 травня 1941 року у складі з'єднання «H» «Рінаун» супроводжував авіаносець «Арк Ройал». Торпедоносці з «Арк Ройала» пошкодили «Бісмарк» і він змущений був зменшити хід та перервати рейд і був пізніше добитий лінкорами «Родні» та «Кінг Джордж V». «Рінаун» участі у бою не брав.
Крейсер потребував ремонту, тому його відправили у Англію. Ремонт тривав з 18 серпня по 31 жовтня 1941 року, після завершення ремонту «Рінаун» залишили у складі флоту метрополії для прикриття конвоїв у СРСР. У квітні та травні прикривав американський авіаносець «Уосп», що займався перекиданням винищувачів «Спітфайр» на Мальту. Після завершення цих операцій «Рінаун» повернувся в Атлантику та, базуючись у Рейк'явіку, займався прикриттям атлантичних конвоїв. У листопаді повернувся до складу з'єднання «Н» і прикривав висадку союзних військ в Африці під час операції «Торч».
З 22 лютого по 9 червня 1943 року пройшов ремонт у Росайті. У вересні 1943 року «Рінаун» перевозив з Канади до Англії Вінстона Черчілля, який брав участь в Квебекській конференції. Восени 1943 року після посилення зенітного був перекинутий до Індійського океану і 27 січня 1944 року «Рінаун» прибув до Коломбо і став флагманом Східного флоту. Крейсер займався супроводом авіаносців у їх рейдах по японських базах.
Британці побоювалися прориву німецького флоту з Балтики до Північного моря, тому 30 березня 1945 року «Рінаун» був терміново відкликаний у метрополію. За 306 годин ходу він пройшов 7642 миль, прибувши у Скапа-Флоу 14 квітня 1945 року. Середня швидкість ходу на переході становила 25 вузлів. У складі Флоту Метрополії крейсер змінив у якості флагмана лінкор «Родней». Після закінчення війни у Європі «Рінаун» почали готувати до модернізації, але після завершення війни з Японією від неї відмовилися. У жовтні 1946 року крейсер перевели до резерву, та у липні 1948 року продали на брухт. 3 серпня 1946 його відбуксирували на перероблення до Фаслейна.

## Оцінка проєкту
| Порівняльні характеристики лінійних крейсерів часів Першої світової війни | Порівняльні характеристики лінійних крейсерів часів Першої світової війни | Порівняльні характеристики лінійних крейсерів часів Першої світової війни | Порівняльні характеристики лінійних крейсерів часів Першої світової війни | Порівняльні характеристики лінійних крейсерів часів Першої світової війни | Порівняльні характеристики лінійних крейсерів часів Першої світової війни |
|                                                                           | «Дерфлінгер»                                                              | «Тайгер»                                                                  | «Рінаун»                                                                  | «Конго»                                                                   |                                                                           |
| ------------------------------------------------------------------------- | ------------------------------------------------------------------------- | ------------------------------------------------------------------------- | ------------------------------------------------------------------------- | ------------------------------------------------------------------------- | ------------------------------------------------------------------------- |
| Країна                                                                    | Німецька імперія                                                          | Велика Британія                                                           | Велика Британія                                                           | Японія                                                                    |                                                                           |
| рік закладки/введення в дію                                               | 1912/1914                                                                 | 1912/1914                                                                 | 1915/1916                                                                 | 1911/1913                                                                 |                                                                           |
| Розміри (Д×Ш×О)                                                           | 210×29×9,2                                                                | 214,6×27,6×8,7                                                            | 242×27,4×7,9                                                              | 214,5×28×8,4                                                              |                                                                           |
| Водотоннажність, т нормальна (повна)                                      | 26 600 (31 200)                                                           | 28 430 (35 710)                                                           | 26 416 (32 100)                                                           | 27 500 (32 000)                                                           |                                                                           |
| Розрахункова швидкість ходу, вуз. номінальна потужність, к. с. (МВт)      | 26,5 63 000 (47,0)                                                        | 28 85 000 (63,4)                                                          | 32 120 000 (89,5)                                                         | 27,5 64 000 (47,7)                                                        |                                                                           |
| Швидкість ходу максимальна, вуз. форсована потужність, к. с. (МВт)        | 25,5 76 634 (57,2)                                                        | 29,07 104 635 (78,0)                                                      | 32,58 126 300 (94,2)                                                      | 27,54 78 275 (58,4)                                                       |                                                                           |
| Котлів                                                                    | 18                                                                        | 39                                                                        | 42                                                                        | 36                                                                        |                                                                           |
| Дальність ходу, миль на швидкості, вузли                                  | 5600 (14)                                                                 | 4650 (10)                                                                 | 4550 (15)                                                                 | 8000 (14)                                                                 |                                                                           |
| Екіпаж, чоловік                                                           | 1112                                                                      | 1109                                                                      | 1043                                                                      | 1201                                                                      |                                                                           |
| Вартість, млн. золотих рублів                                             | 28                                                                        | 21                                                                        |                                                                           |                                                                           |                                                                           |
| Бронювання, мм                                                            |                                                                           |                                                                           |                                                                           |                                                                           |                                                                           |
| Пояс                                                                      | 300                                                                       | 229                                                                       | 152                                                                       | 203                                                                       |                                                                           |
| Лоб башти                                                                 | 270                                                                       | 229                                                                       | 229                                                                       | 229                                                                       |                                                                           |
| Барбет                                                                    | 260                                                                       | 229                                                                       | 179                                                                       | 254                                                                       |                                                                           |
| Рубка                                                                     | 300                                                                       | 254                                                                       | 254                                                                       | 254                                                                       |                                                                           |
| Палуба                                                                    | 50—80                                                                     | 76                                                                        | 19+54                                                                     | 57                                                                        |                                                                           |
| Озброєння (ГК)                                                            |                                                                           |                                                                           |                                                                           |                                                                           |                                                                           |
| Кількість                                                                 | 4×2×305-мм                                                                | 4×2×343-мм                                                                | 3×2×381-мм                                                                | 4×2×356-мм                                                                |                                                                           |
| Скорострільність, пострілів/хв                                            | 2—3                                                                       | 2                                                                         | 1,5—2                                                                     | ?                                                                         |                                                                           |
| Маса бронебійного снаряду, кг                                             | 405,5                                                                     | 635                                                                       | 879                                                                       | 673,5                                                                     |                                                                           |
| Початкова швидкість, м/с                                                  | 855                                                                       | 762                                                                       | 749                                                                       | 775                                                                       |                                                                           |
| Максимальна дальність стрільби, м                                         | 18 000 (13,5°)                                                            | 21 710 (20°)                                                              | 26 250 (22°)                                                              | 25 000 (20°)                                                              |                                                                           |

Лінійні крейсери класу «Ріпалс» на момент створення отримали прохолодну оцінку британських моряків, зазнавши критики за недостатню захищеність. Командувач Гранд Фліту Бітті навіть заявив, що відмовляється вести їх у бій. Ці крейсери були побудовані за наполяганням першого морського лорда Фішера та втілювали його уявлення про те, яким повинен бути лінійний крейсер. При слабкому захисті та високій швидкості вони отримали потужне озброєння з надійних 381-мм гармат. Недоліком було те, що гармат було всього шість, а досвід керування вогнем показував, що оптимальне число гармат при пристрілюванні — вісім.
Відверто невдалим був вибір протимінного калібру. При поверненні до 102-мм гармат зменшення маси снаряда вирішили компенсувати збільшенням кількості стволів, задля чого їх розмістили у тригарматних установках. Це дозволило забезпечити хороші кути обстрілу протимінної артилерії, однак призвело до поганої повороткості установки через велику масу, а також до проблем зі скорострільністю через незручності заряджання центральної гармати.
Швидкість кораблів не викликала нарікань. На початку кар'єри вона становила 32 вузли, хоча з роками дещо впала як через зростання водотоннажності, так і від зносу механізмів. Після модернізації із заміною механізмів «Рінаун» міг розвинути 30 вузлів. Ціною високої швидкості була велика маса силової установки. Крейсери могли отримати котли з тонкими трубками й вищими параметрами пари та турбозубчастий агрегат, проте через поспіх у проєктуванні й будівництві було обрано і доопрацьовано консервативну силову установку від «Тайгера». У підсумку маса перевищила 6000 т. При цьому через прямий привод на турбіни витрата палива була занадто високою, і дальність залишала бажати кращого. Певним виправданням може служити лише та обставина, що крейсери збиралися використовувати у Північному морі, де велика дальність не була необхідністю.
Найслабшим місцем лінійних крейсерів класу «Рінаун» була їх захищеність. Ютландська битва показала, що концепція Фішера «наздогнати та знищити слабкого, ухилитися від бою із сильним» не працювала в ескадреному бою. Під час битви британські крейсери були не спроможні на рівних вести бій з більш збалансованими німецькими лінійними крейсерами. Через слабку захищеність та вибір кордиту як метального заряду злетіли у повітря від вибуху боєзапасу три британських лінійних крейсери. Ступень захищеності новітніх лінійних крейсерів класу «Рінаун» був на рівні першого покоління лінійних крейсерів, що було явно недостатнім, тому горизонтальний захист довелося посилювати у терміновому порядку.
«Рінаун» та «Ріпалс» були введені в дію наприкінці війни та не встигли як слід взяти участь у боях. З урахуванням їхнього проблемного захисту невідомо, як склалася б їх повоєнна доля, якби не Вашингтонська морська угода. Не маючи можливості будувати нові швидкохідні лінкори, британці вирішили модернізувати наявні лінійні крейсери. Модернізацій та ремонтів було настільки багато, що крейсери у королівському флоті отримали жартівливі прізвиська — «Repair» (укр. Ремонт) у «Ріпалса» та «Refit» (укр. Переобладнання) у «Рінауна».
До початку Другої світової війни повністю модернізувати встигли лише «Рінаун». Крейсер отримав потужне зенітне озброєння, нову енергетичну установку. Бронювання значно посилили, збільшивши товщину броньового поясу та палуб. На «Ріпалсі» кардинальну модернізацію провести не встигли, так що його модифікації переважно полягали у посиленні бронювання. Обидва крейсери отримали задовільний захист від 283-мм снарядів німецьких «кишенькових лінкорів» та лінкорів класу «Шарнгорст», які були основними противниками британського флоту на морі («діркою» у захисті лише залишалася занадто тонка броня барбетів). За швидкістю, крім «Гуда», німецькі кораблі могли наздогнати тільки «Ріпалс» та «Рінаун». Досить несподівано старі лінійні крейсери стали практично незамінними у боротьбі з німецькими рейдерами.
Але і після модернізації крейсери не дотягували до рівня сучасних швидкохідних лінкорів. За стандартами Другої світової війни був не найкращим і протиторпедний захист. Недоліком «Ріпалса» залишалася слабкість зенітного озброєння. За іронією долі, це призвело до переведення «Ріпалса» на Далекий Схід, який на той момент був другорядним театром бойових дій, де крейсер загинув під ударами японської базової авіації.
| Характеристики                                            | «Дойчланд»                                                    | «Шарнхорст»                                                        | «Бісмарк»                                                     | «Дюнкерк»                                         | «Літторіо»                                                         | «Конго»                                       | «Рінаун»                                      |
| --------------------------------------------------------- | ------------------------------------------------------------- | ------------------------------------------------------------------ | ------------------------------------------------------------- | ------------------------------------------------- | ------------------------------------------------------------------ | --------------------------------------------- | --------------------------------------------- |
| Країни                                                    | Третій Рейх                                                   | Третій Рейх                                                        | Третій Рейх                                                   | Франція                                           | Королівство Італія                                                 | Японія                                        | Велика Британія                               |
| Рік будівництва (модернізації)                            | 1933                                                          | 1939                                                               | 1940                                                          | 1937                                              | 1940                                                               | 1913 (1935)                                   | 1916 (1939)                                   |
| стандартна водотоннажність, т                             | 10 600                                                        | 32 100                                                             | 41 700                                                        | 26 500                                            | 40 724                                                             | 31 720                                        | 30 750                                        |
| Розміри, Д×Ш×О                                            | 188×20,7×7,3                                                  | 235,4×30×9,9                                                       | 248×36×8,7                                                    | 215,14×31,08×9,6                                  | 237,8×32,8×9,6                                                     | 222,5×29,3×9,7                                | 227,1×31,4×9,9                                |
| Тип ЕУ                                                    | дизель                                                        | ПТУ                                                                | ПТУ                                                           | ПТУ                                               | ПТУ                                                                | ПТУ                                           | ПТУ                                           |
| Потужність ЕУ, к.с. /МВт                                  | 56 800 42,4                                                   | 160 000 119,3                                                      | 138 000 102,9                                                 | 111 000 82,8                                      | 128 200 95,6                                                       | 136 000 101,4                                 | 110 000 82,0                                  |
| Максимальна проєктна швидкість (на випробуваннях), вузлів | 28                                                            | 31,5                                                               | 29                                                            | 29,5 (31,06)                                      | 30 (31,3)                                                          | 30 (30,5)                                     | 28                                            |
| Дальність плавання, миль (на швидкості, вузлів)           | 19 000 (18)                                                   | 7100 (19)                                                          | 8525 (19)                                                     | 16 400 (17)                                       | 4700 (14)                                                          | 10 000 (18)                                   | 15 600 (10)                                   |
| Озброєння                                                 |                                                               |                                                                    |                                                               |                                                   |                                                                    |                                               |                                               |
| Головний калібр                                           | 2×3 — 283-мм/52                                               | 3×3 — 283-мм/54,5                                                  | 4×2 380-мм/52                                                 | 2×4 330-мм/50                                     | 3×3 — 381-мм/50                                                    | 4×2 — 356-мм/45                               | 3×2 — 381-мм/42                               |
| Допоміжна та зенітна артилерія                            | 8×1 — 150-мм/55 3×2 — 88-мм/76 4×2 — 37-мм/83 10×1 — 20-мм/65 | 4×2, 4×1 — 150-мм/55 7×2 — 105-мм/65 8×2 — 37-мм/83 8×1 — 20-мм/65 | 6×2 — 150-мм/55 8×2 — 105-мм/65 8×2 — 37-мм/83 8×1 — 20-мм/65 | 2×2, 3×4 — 130-мм/45 5×2 — 37-мм/60 8×4 — 13,2-мм | 4×3 — 152-мм/55 12×1 — 90-мм/50 8×2, 4×1 — 37-мм/54 8×2 — 20-мм/65 | 14×1 — 152-мм/50 4×2 — 127-мм/40 10×2 — 25-мм | 10×2 — 114-мм/45 3×8 — 40-мм/40 4×4 — 12,7-мм |
| Торпедне                                                  | 2×4 — 533-мм ТА                                               | —                                                                  | —                                                             | —                                                 | —                                                                  | —                                             | —                                             |
| Авіаційне                                                 | 1 катапульта 2 літаки                                         | 1 катапульта 3 літаки                                              | 2 катапульти 4-6 літаків                                      | 1 катапульта 3 літаки                             | 1 катапульта 3 літаки                                              | 1 катапульта 3 літаки                         | 1 катапульта 2 літаки                         |
| Бронювання, мм                                            |                                                               |                                                                    |                                                               |                                                   |                                                                    |                                               |                                               |
| Борт                                                      | 80                                                            | 350                                                                | 320                                                           | 225 («Страсбург» — 283)                           | 70+280+36+25                                                       | 203                                           | 229                                           |
| Палуба                                                    | 18+45                                                         | 50+80                                                              | 50+95                                                         | 130+40                                            | 45+102—162                                                         | 80—152                                        | 127 погреби 76 МКУ                            |
| Рубка                                                     | 140                                                           | 350                                                                | 350                                                           | 350                                               | 280                                                                |                                               | 76                                            |
| Лоб башти                                                 | 140                                                           | 360                                                                | 360                                                           | 330                                               | 350                                                                | 229                                           | 229                                           |
| Барбет                                                    | 125                                                           | 350                                                                | 340                                                           | 310                                               | 350                                                                | 229                                           | 179                                           |

## Рекомендована література
- Burr L. British battlecruisers. 1914-1918. — Oxford : Osprey Publishing Ltd, 2006. — (New Vanguard) — ISBN 1-84603-008-0.
- Burt R. A. British Battleships of World War One. — London : Arms and armor press, 1986. — 244 p. — ISBN 0-85368-771-4.
- Burt, R. A. British Battleships, 1919–1939. — London : Arms and armor press, 1993. — ISBN 1-85409-068-2.
- Campbell N. J. M. Battlecruisers. — London : Conway Maritime Press, 1978. — 72 p. — (Warship Special No. 1) — ISBN 0851771300.
- Parkes, Oscar. British Battleships (reprint of the 1957 ed.). — Annapolis, Maryland : Naval Institute Press, 1990. — ISBN 1-55750-075-4.